# Sapindaceae
Sapindaceae Juss., 1789 è una famiglia di piante angiosperme eudicotiledoni appartenenti all'ordine delle Sapindales, dall'aspetto di piante erbacee, arbusti o alberi.

## Etimologia
L'origine del nome della famiglia deriva dalla specie tipo (vedi sotto) ed è una contrazione del vocabolo “Sapo-indicus” che significa letteralmente “sapone delle Indie occidentali”.

La denominazione scientifica accetta di questa famiglia è stata proposta dal botanico francese Antoine-Laurent de Jussieu (1748 – 1836) nella pubblicazione ”Genera Plantarum, secundum ordines naturales disposita juxta methodum in Horto Regio Parisiensi exaratam” del 1789.

La specie tipo per questa famiglia è Sapindus saponaria L. la cui denominazione è stata proposta da Carlo Linneo (1707 – 1778) biologo e scrittore svedese, considerato il padre della moderna classificazione scientifica degli organismi viventi, nella pubblicazione ”Species Plantarum” del 1753.

## Descrizione

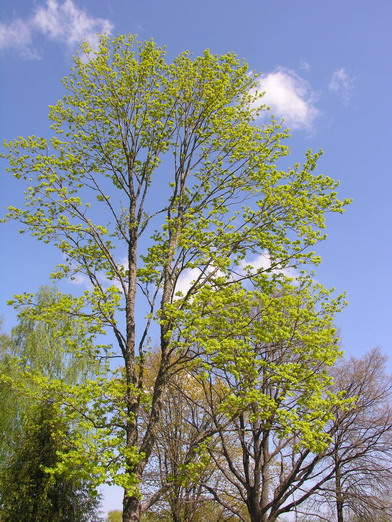
Il portamento
(Acer platanoides)

Praticamente quasi tutti i vari tipi di habitus delle piante rientrano in questa famiglia: erbaceo, lianoso (a sviluppo sia erbaceo che legnoso), arbustivo e arboreo. Da un punto di vista anatomico le Sapindaceae sono caratterizzate dalla presenza di una guaina sclerenchimatica fra la corteccia primaria e la corteccia secondaria del fusto, mentre il cilindro centrale contiene spesso inclusi silicei; nella parte fiorale sono caratterizzate da un disco unilaterale e extra-staminale secernente nettare. Da un punto di vista riproduttivo invece, possono essere monoiche, dioiche o poligamo-dioiche (ad esempio nel genere Aesculus i fiori inferiori sono bisessuati, quelli superiori sono unisessuati e staminiferi). Dal punto di vista biochimico nelle Sapindaceae sono presenti dei glicosidi cianogenetici sintetizzati dall'amminoacido leucina, tannini, saponine triterpenoidi e vari aminoacidi ciclopropanici. 

### Radici
Le radici sono di vario tipo a seconda del tipo di habitus della pianta: da erbaceo ad arboreo.

### Fusto

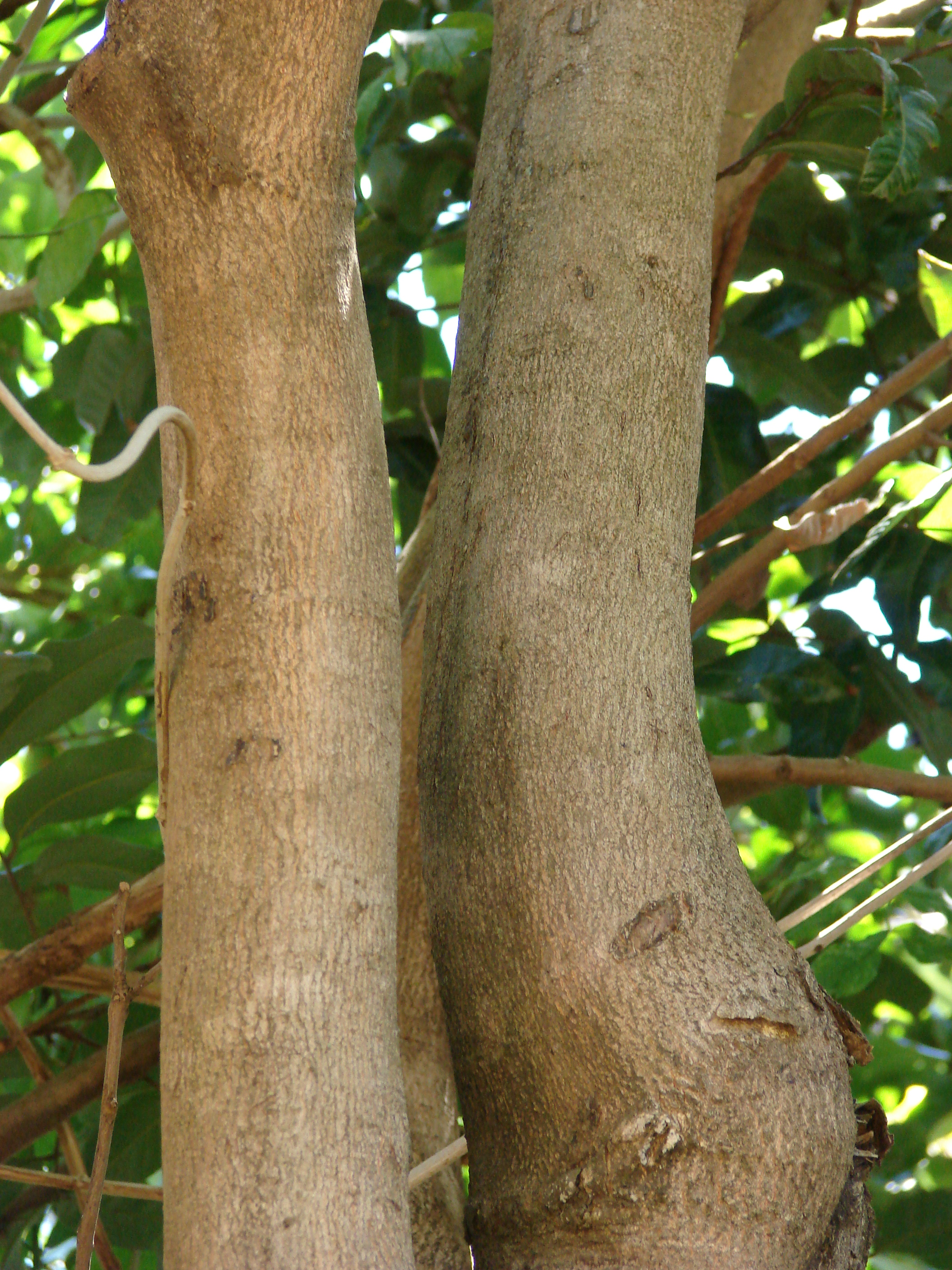
Il fusto
(Dimocarpus longan)

I fusti sono di vario tipo da erbacei sempreverdi a legnosi.

### Foglie

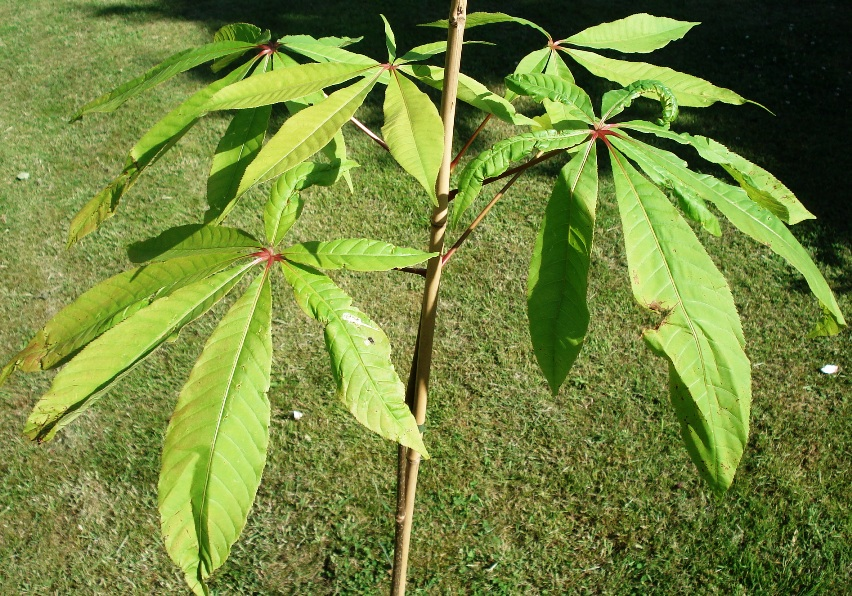
Le foglie
(Aesculus assamica)

Nella maggioranza delle specie le foglie sono di tipo composto (ossia palmate come in alcune specie di Acer oppure composte da 3-9 segmenti come in Aesculus) e disposte lungo il fusto in modo opposto (Acer e Aesculus) oppure alterno (gli altri generi delle Sapindaceae s.s.); in altre specie (poche) si hanno anche foglie a lamina intera. Tutte le foglie ad eccezione di quelle delle specie rampicanti, sono prive di stipole.

### Infiorescenza

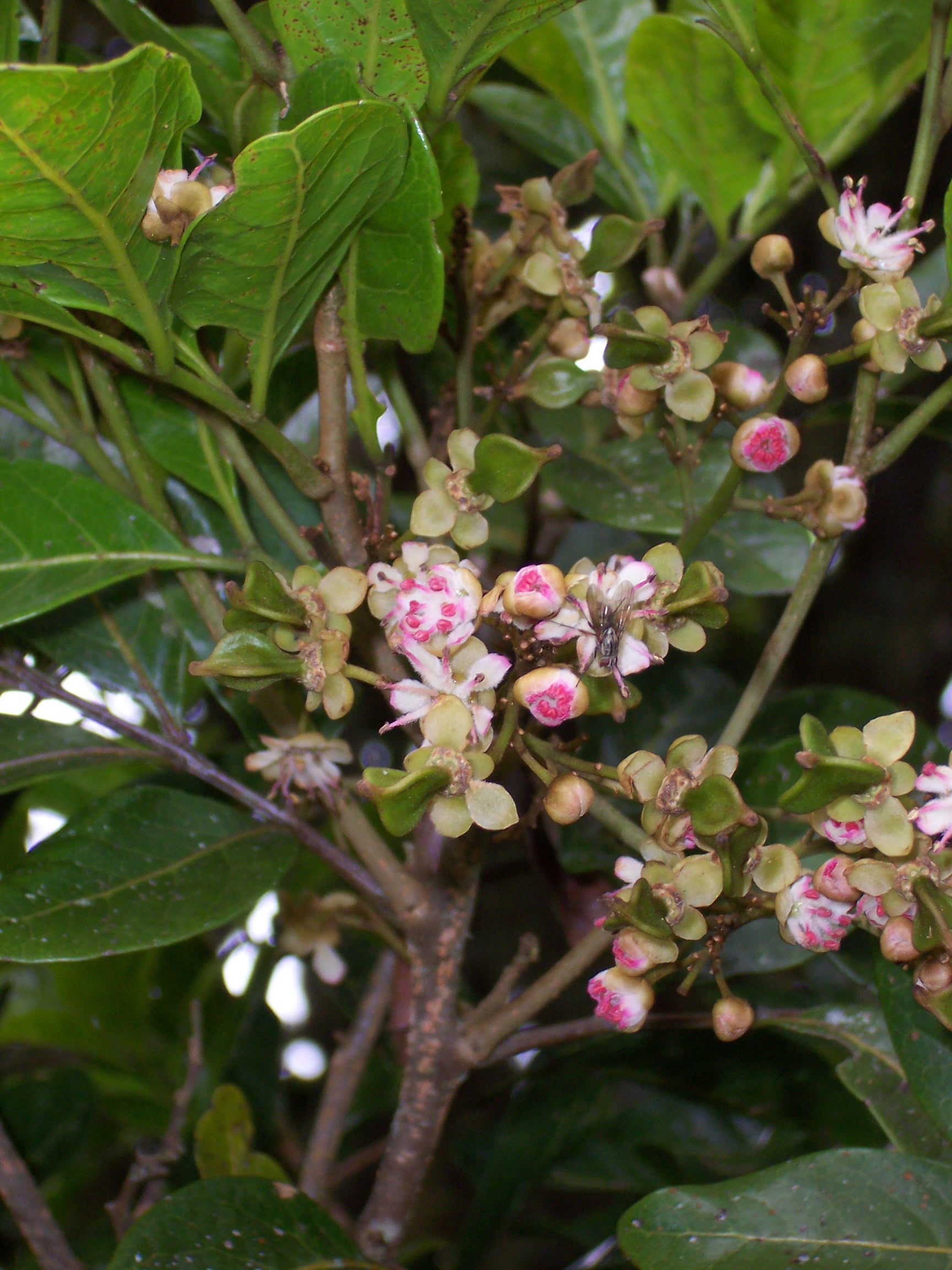
Infiorescenza
(Cupania alternifolia)

Le infiorescenze sono ascellari oppure apicali-cimose di tipo a corimbo o a racemo o a pannocchia. Nelle Aesculus le infiorescenze sono dei tirsi terminali.

### Fiori

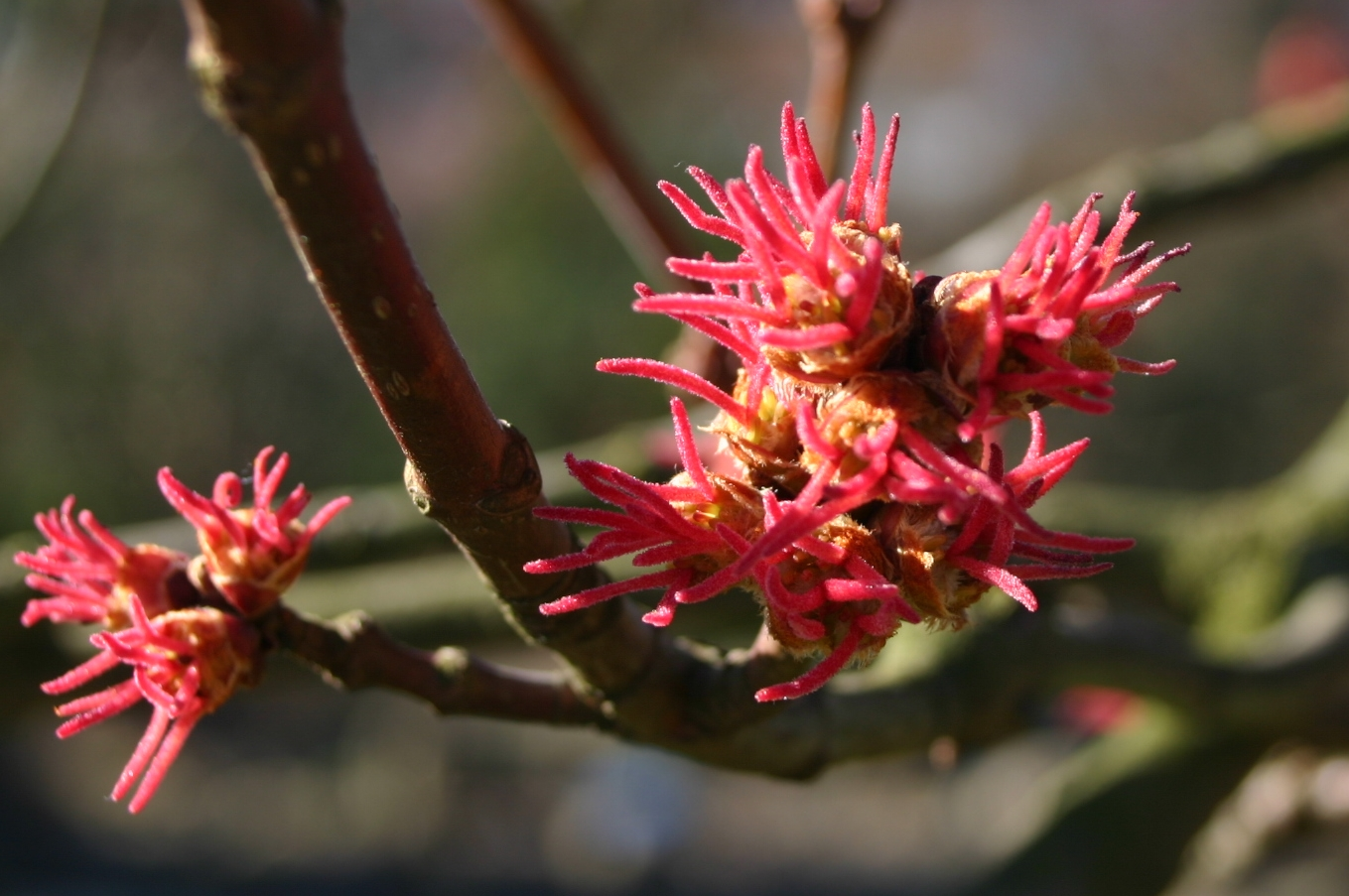
I fiori
(Acer saccharinum)

I fiori sono unisessuali ma anche ermafroditi. Spesso si trovano specie con fiori bisessuali (da un punto di vista morfologico) ma che fondamentalmente sono funzionalmente unisessuali. In certi fiori maschili (staminiferi) si possono individuare dei pistilloidi rudimentali (strutture tipicamente femminili). I fiori spesso sono piccoli, quasi insignificanti (specialmente per i generi europei) e sono sia attinomorfi che zigomorfi.

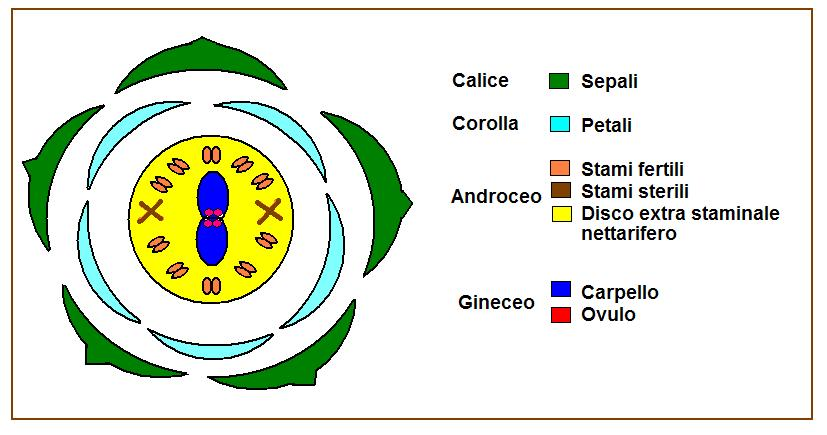
Diagramma fiorale di Acer pseudoplatanus

- Formula fiorale (formula generale, valida per tutta la famiglia):

*/x K 4-5, C 0/4-5, A 4-5+4-5, G (2-3) (supero)
In particolare per il gruppo delle ex. Aceraceae abbiamo la seguente formula fiorale:
* K 5, C 5, A 5, G (2) (supero)
Mentre per le ex. Hippocastanaceae la formula fiorale è la seguente:
x K (5), C 5, A 4+4, G (3) (supero)
- Calice: il calice è formato da 4 - 5 sepali; in alcuni casi due sepali sono connati per cui si hanno calici con apparentemente un numero minore di sepali; in altri casi sono profondamente divisi ma embricati (Acer), oppure sempre embricati ma connati alla base (Aesculus).
- Corolla: la corolla può essere assente oppure formata da 4-5 (o più) petali distinti o basalmente connati (Aesculus) a forma più o meno clavata e non sempre uguali tra di loro. Nella parte basale-interna dei petali possono essere presenti dei nettari scagliosi o piumosi. Esternamente all'androceo si trova un disco (extra-staminale) ricco di formazioni ghiandolari nettarifere. Nelle specie spontanee italiane la dimensione dei petali varia da 3 – 4 mm (Acer) a 15 mm (Aesculus).
- Androceo: gli stami normalmente sono in numero doppio rispetto ai petali, ma in alcune specie possono essere sia in numero minore che maggiore (minimo 4; massimo fino a venti). Possono essere presenti degli stami sterili (specialmente in piante dioiche). I filamenti sono distinti, mentre le antere sono a due logge con deiscenza longitudinale. Il polline è tricolpato.
- Gineceo: il gineceo è formato da due-tre carpelli connati. Questi formano un solo pistillo sessile con ovario supero. In qualche caso il gineceo è sorretto da un ginoforo ben evidente. I loculi possono essere in numero variabile (da 1 a 4) ognuno con uno o due ovuli a placentazione assile. Gli stili sono variabili (da 1 a 3) con più lobi.

### Frutti

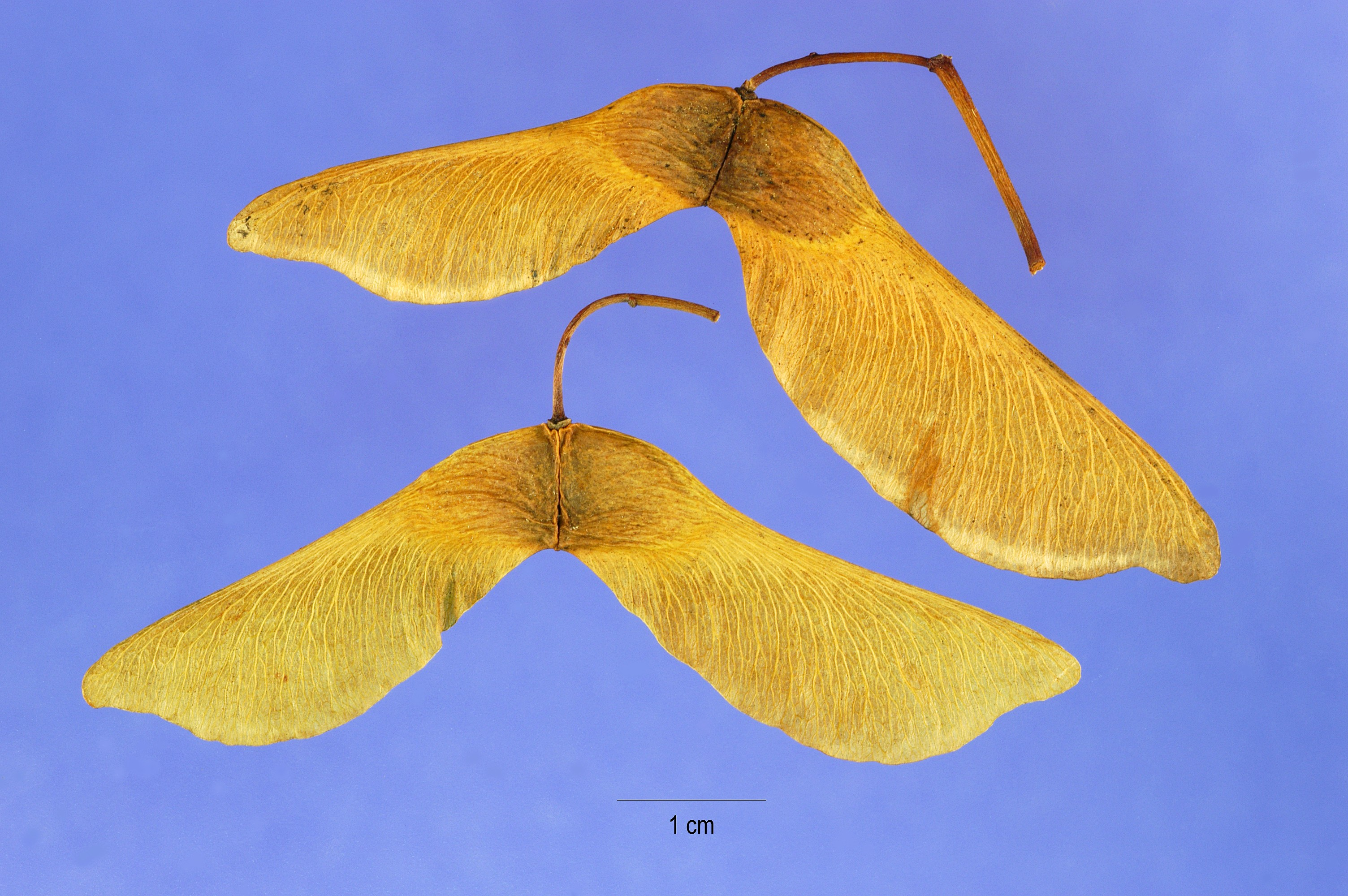
Il frutto tipo samara
(Acer platanoides)

I frutti sono di vario tipo: capsule a deiscenza, follicoli, samare, noci, drupe, bacche e altro. In particolare nel genere Acer il frutto è a forma di schizocarpo samaroide (alato) che si divide in due mericarpi; i semi sono privi di endosperma. Nel genere Aesculus il frutto è una capsula spinosa con una sola loggia contenente un solo seme (la deiscenza normalmente è a tre valve).

## Biologia
- Impollinazione: l'impollinazione è garantita da diversi insetti (soprattutto Ditteri) ma anche da uccelli in quanto in maggioranza sono piante nettarifere (impollinazione entomogama). È presente anche una certa impollinazione anemogama specialmente nelle specie arboree più alte (genere Dodonaea e alcune specie di Acer). In alcuni casi si assiste alla tendenza della formazione di fiori unisessuali anche notevolmente ridotti in correlazione al passaggio dalla impollinazione zoogama a quella anemogama[6].
- Dispersione: la dispersione dei semi è fatta ad opera degli uccelli ma anche di diversi mammiferi; questo in quanto le capsule contrastano col colore dei semi e spesso sono arillate (circondate da sostante carnose) come nei generi Blighia, Harpullia e Cupania.
- Riproduzione: la fecondazione avviene tramite l'impollinazione dei fiori (vedi sopra).

## Distribuzione e habitat
I componenti di questa famiglia sono in maggioranza esotici (quelli appartenenti alle Sapindaceae s.s.) a parte i generi Acer e Aesculus (e alcuni altri che fino a poco tempo erano assegnati a famiglia distinte: delle Aceraceae e delle Hippocastanaceae; ora inclusi nella famiglia di questa voce – vedi paragrafo seguente) le cui specie sono spontanee dei territori italiani e quindi dell'Europa (una quindicina circa per il genere Acer e una per il genere Aesculus).

Le specie esotiche si trovano in prevalenza nella fascia intertropicale e/o subtropicale in Asia meridionale, Africa centrale e America del sud; mentre quelle non esotiche prediligono i climi temperati e freschi dell'Emisfero boreale (dall'Europa fino al Giappone attraverso l'Himalaya). A latitudini più basse, per queste ultime, il clima ottimale è nelle regioni montane a quote più alte.

## Tassonomia
La famiglia comprende 143 generi, raggruppati in 4 sottofamiglie e 19 tribù:

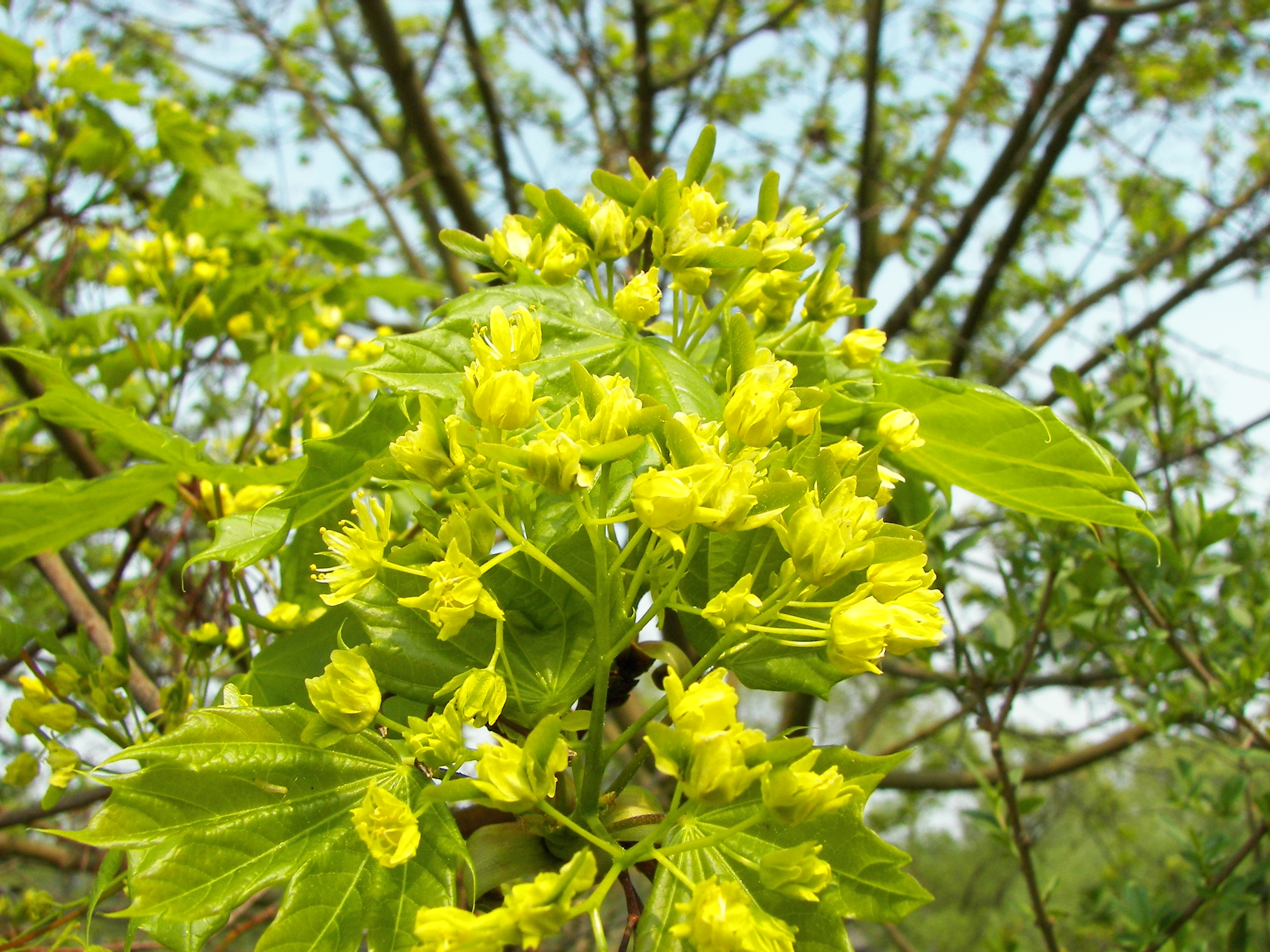
Acer platanoides

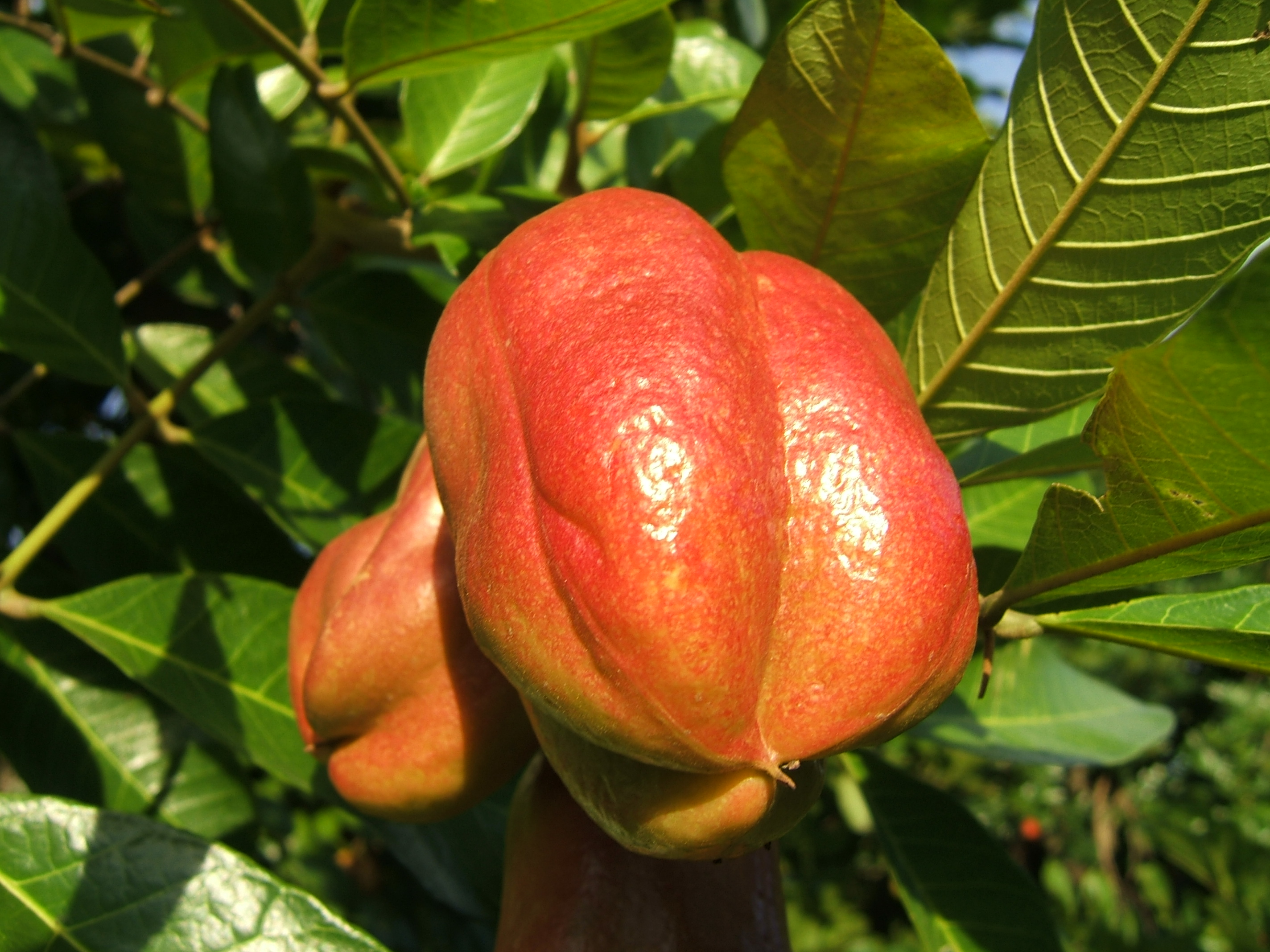
Blighia sapida

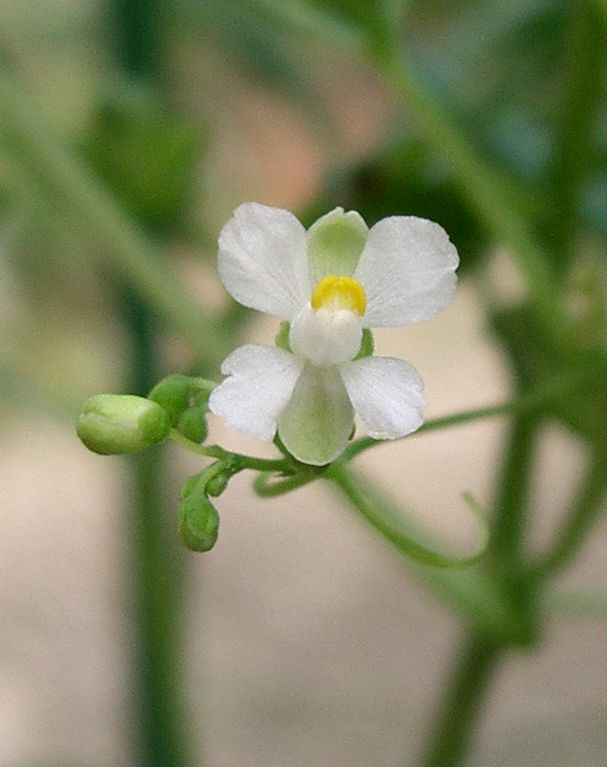
Cardiospermum halicacabum

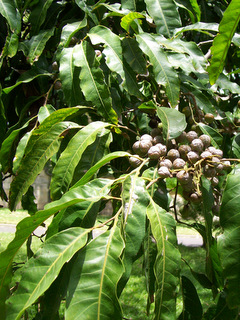
Elattostachys nervosa

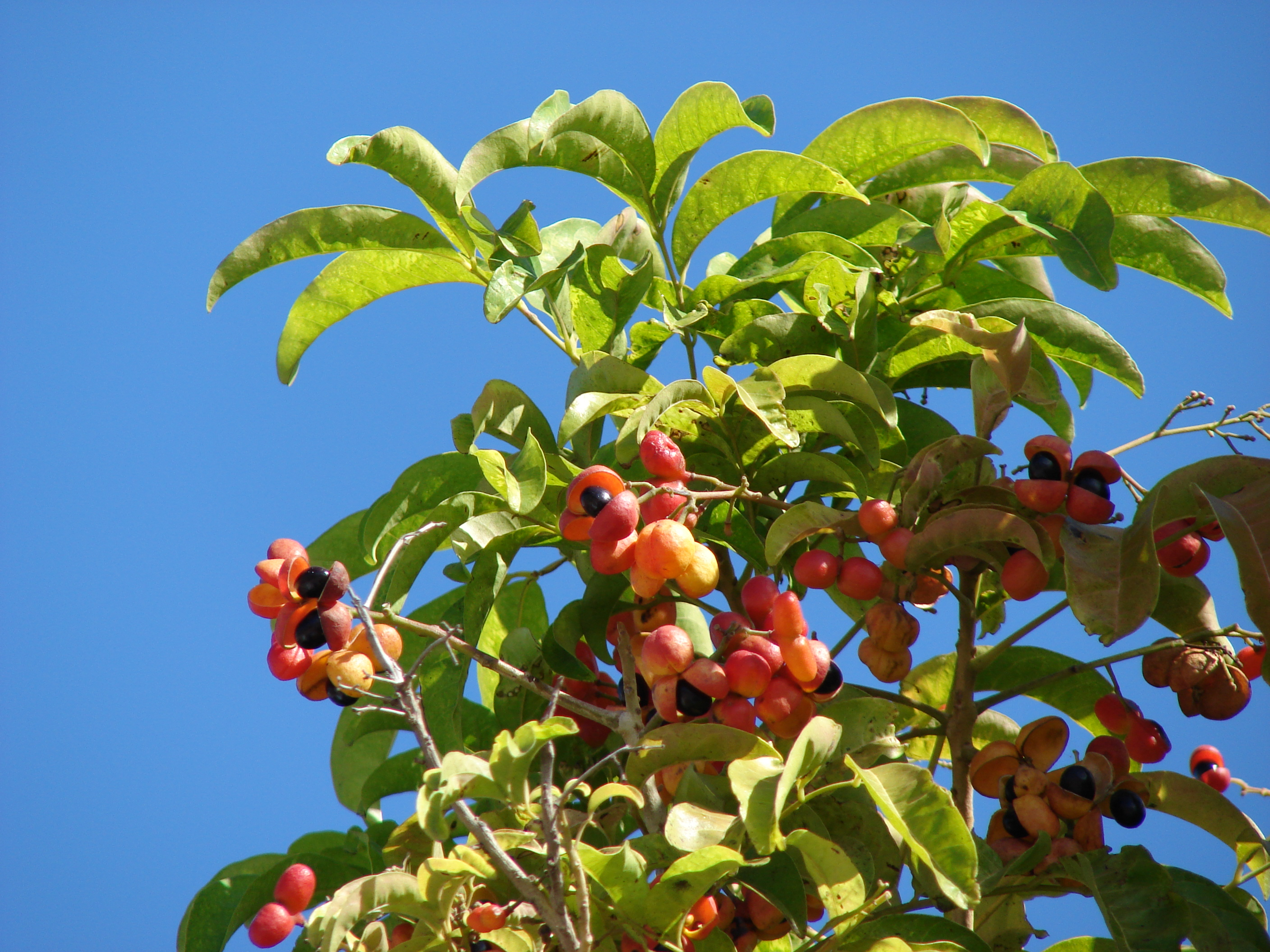
Harpullia pendula

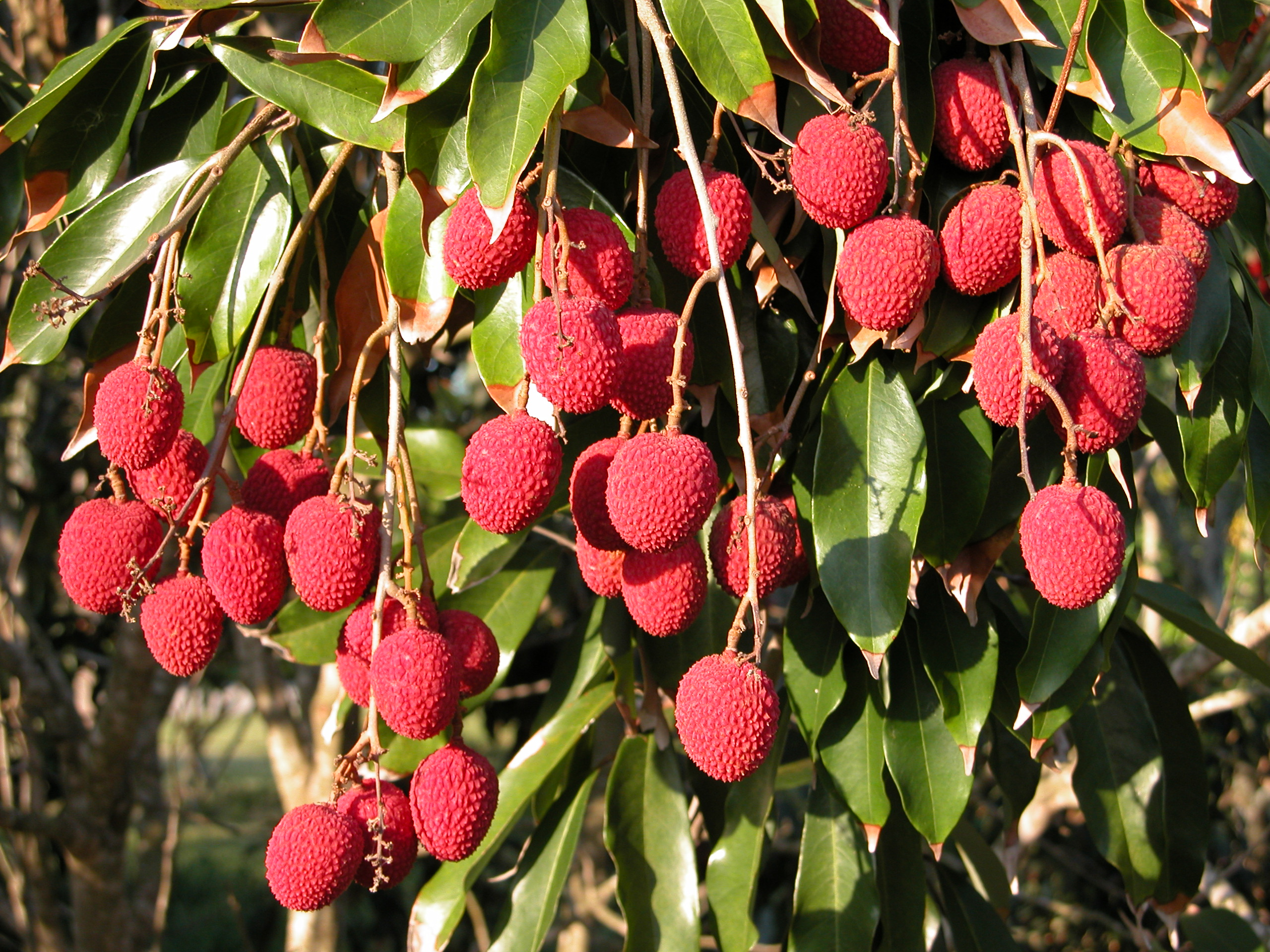
Litchi chinensis

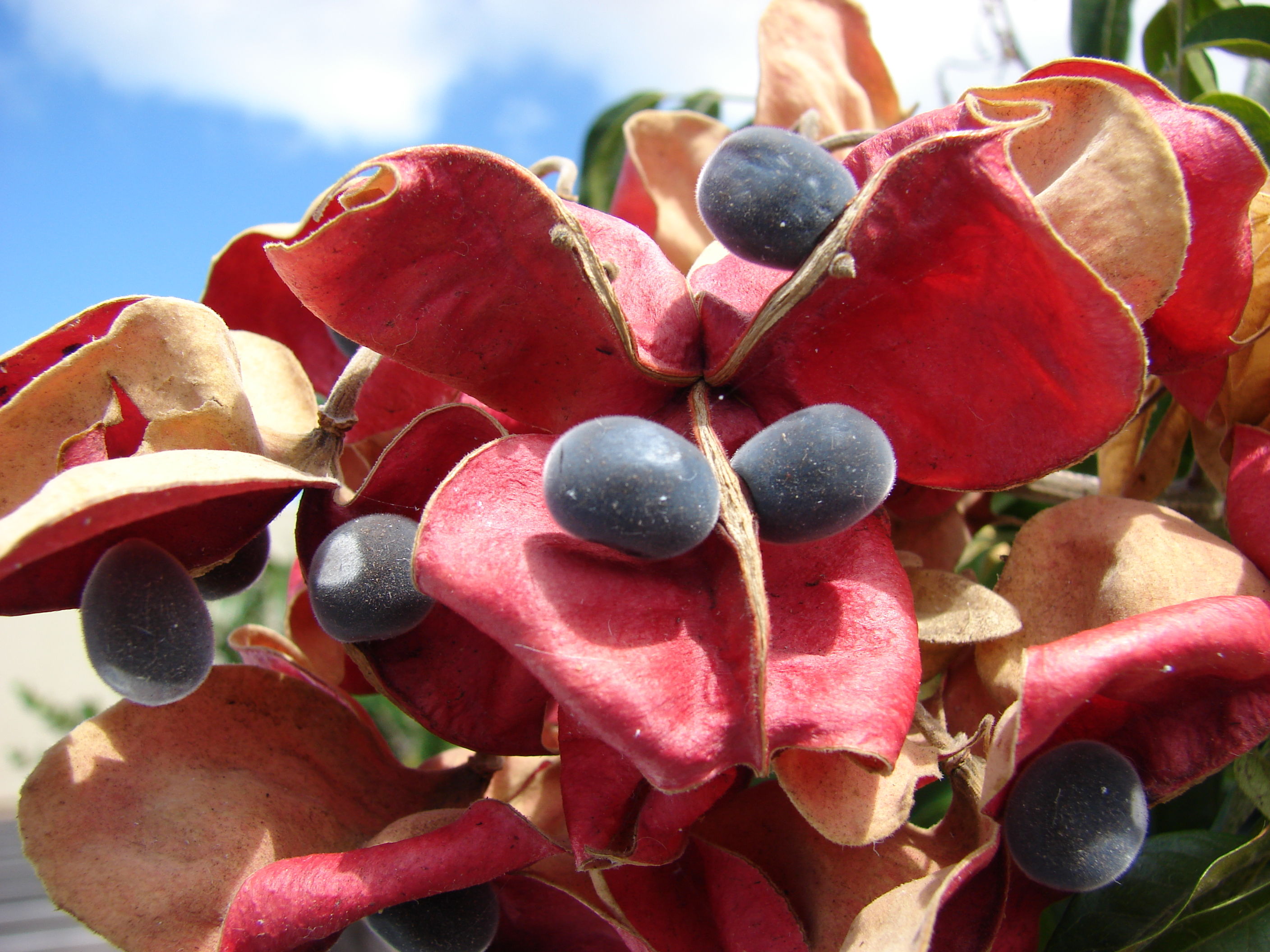
Majidea zanquebarica

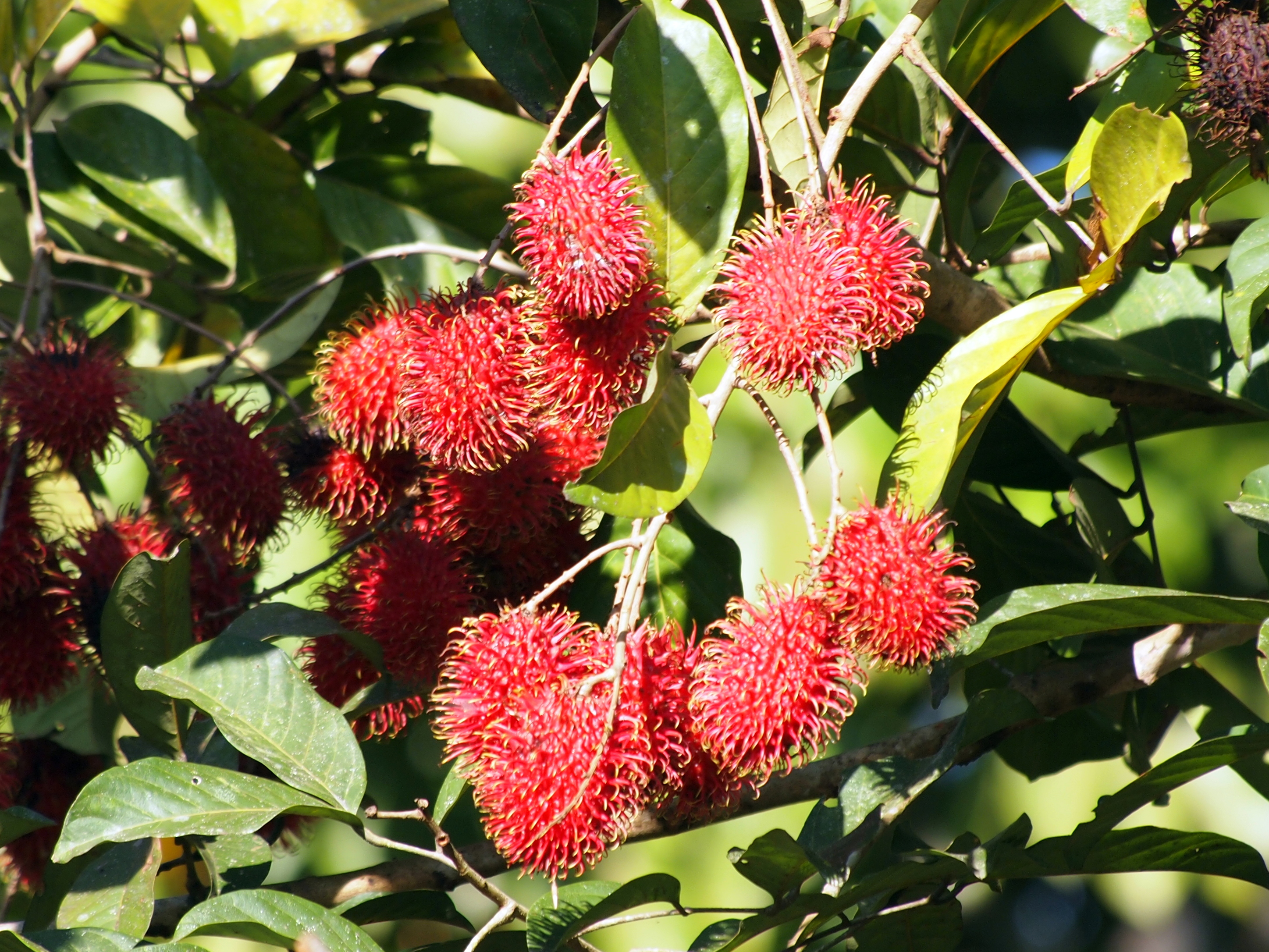
Nephelium lappaceum

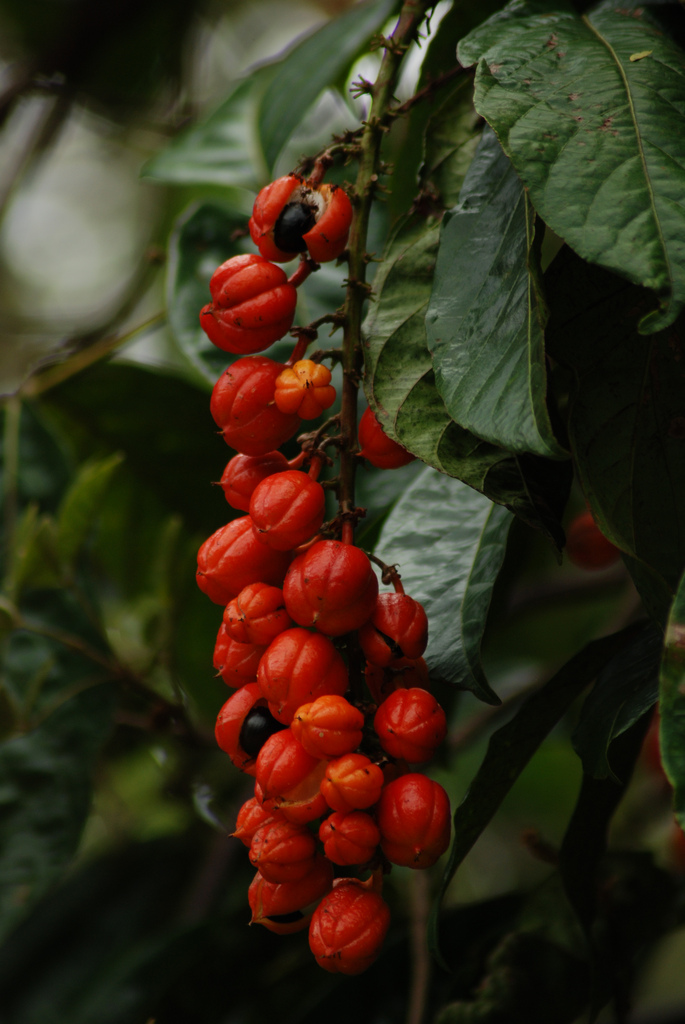
Paullinia cupana

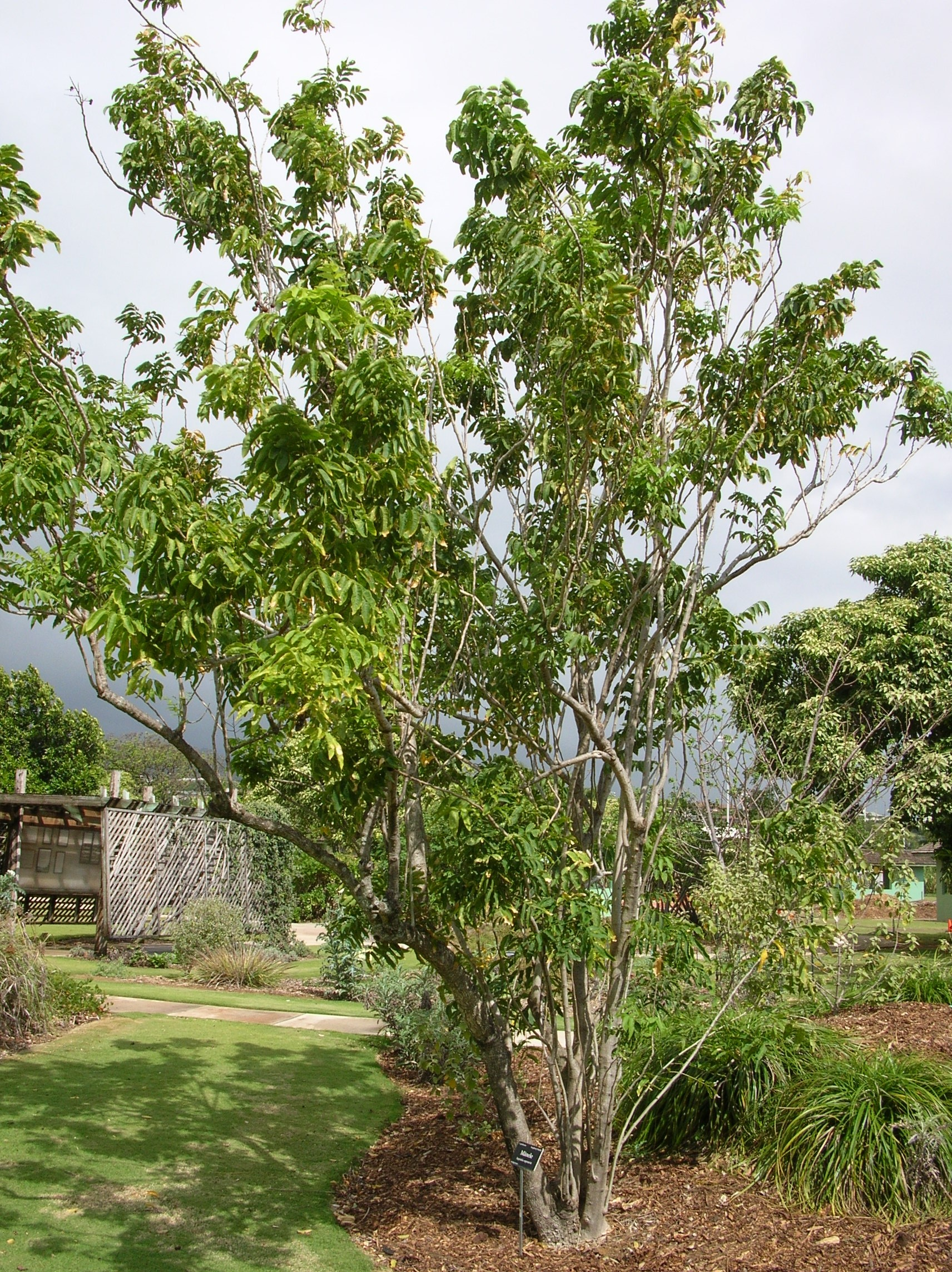
Sapindus saponaria

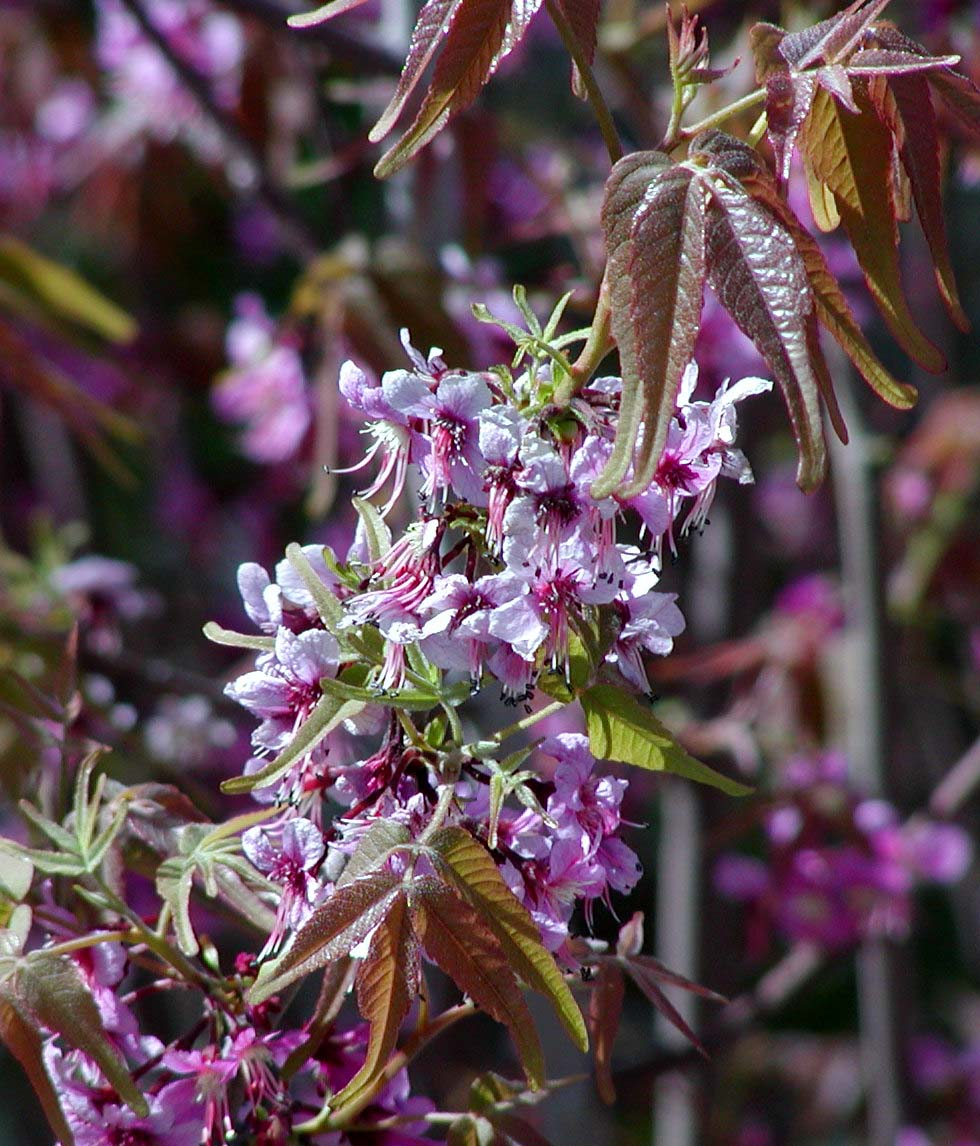
Ungnadia speciosa

- Sottofamiglia Xanthoceroideae Thorne & Reveal
  - Xanthoceras Bunge
- Sottofamiglia Hippocastanoideae Burnett
  - Tribù Acereae
    - Acer L.
    - Dipteronia Oliv.

  - Tribù Hippocastaneae
    - Aesculus L.
    - Billia Peyr.
    - Handeliodendron Rehder
- Sottofamiglia Dodonaeoideae Burnett
  - Tribù Dodonaeeae (Kunth) de Candolle
    - Arfeuillea Pierre ex Radlk.
    - Averrhoidium Baill.
    - Boniodendron Gagnep.
    - Conchopetalum Radlk.
    - Cossinia Comm. ex Lam.
    - Diplokeleba N.E.Br.
    - Diplopeltis Endl.
    - Dodonaea Mill.
    - Euchorium Ekman & Radlk.
    - Euphorianthus Radlk.
    - Harpullia Roxb.
    - Hirania Thulin
    - Llagunoa Ruiz & Pav.
    - Loxodiscus Hook.f.
    - Magonia A.St.-Hil.
    - Majidea Kirk ex Oliv.

  - Tribù Doratoxyleae Radlkofer
    - Doratoxylon Thouars ex Benth. & Hook.f.
    - Exothea Macfad.
    - Filicium Thwaites
    - Ganophyllum Blume
    - Hippobromus Eckl. & Zeyh.
    - Hypelate P.Browne
    - Smelophyllum Radlk.
    - Zanha Hiern
- Sottofamiglia Sapindoideae Burnett
  - Tribù Athyaneae
    - Athyana (Griseb.) Radlk.
    - Diatenopteryx Radlk.

  - Tribù Blomieae
    - Blomia Miranda

  - Tribù Bridgesieae
    - Bridgesia Bertol. ex Cambess.

  - Tribù Cupanieae
    - Alectryon Gaertn.
    - Arytera Blume
    - Castanospora F.Muell.
    - Cnesmocarpon Adema
    - Cupania L.
    - Cupaniopsis Radlk.
    - Dictyoneura Blume
    - Diploglottis Hook.f.
    - Elattostachys Radlk.
    - Eurycorymbus Hand.-Mazz.
    - Gloeocarpus Radlk.
    - Gongrodiscus Radlk.
    - Gongrospermum Radlk.
    - Guioa Cav.
    - Jagera Blume
    - Lecaniodiscus Planch. ex Benth.
    - Lepiderema Radlk.
    - Lepidocupania Buerki, Callm., Munzinger & Lowry
    - Lepidopetalum Blume
    - Matayba Aubl.
    - Mischarytera (Radlk.) H.Turner
    - Mischocarpus Blume
    - Molinaea Comm. ex Juss.
    - Neoarytera Callm., Buerki, Munzinger & Lowry
    - Pentascyphus Radlk.
    - Podonephelium Baill.
    - Rhysotoechia Radlk.
    - Sarcopteryx Radlk.
    - Sarcotoechia Radlk.
    - Scyphonychium Radlk.
    - Storthocalyx Radlk.
    - Synima Radlk.
    - Tina Schult.
    - Toechima Radlk.
    - Trigonachras Radlk.
    - Vouarana Aubl.

  - Tribù Guindilieae
    - Guindilia Gillies ex Hook. & Arn.

  - Tribù Haplocoeleae
    - Blighiopsis Van der Veken
    - Haplocoelum Radlk.

  - Tribù Melicocceae
    - Dilodendron Radlk.
    - Melicoccus P.Browne
    - Talisia Aubl.
    - Tripterodendron Radlk.

  - Tribù Nephelieae
    - Aporrhiza Radlk.
    - Blighia K.D.Koenig
    - Chytranthus Hook.f.
    - Cubilia Blume
    - Dimocarpus Lour.
    - Glenniea Hook.f.
    - Haplocoelopsis F.G.Davies
    - Laccodiscus Radlk.
    - Litchi Sonn.
    - Nephelium L.
    - Otonephelium Radlk.
    - Pancovia Willd.
    - Placodiscus Radlk.
    - Pometia J.R.Forst. & G.Forst.
    - Radlkofera Gilg
    - Xerospermum Blume

  - Tribù Paullinieae
    - Cardiospermum L.
    - Lophostigma Radlk.
    - Paullinia L.
    - Serjania Mill.
    - Thinouia Triana & Planch.
    - Urvillea Kunth

  - Tribù Sapindeae
    - Alatococcus Acev.-Rodr.
    - Atalaya Blume
    - Deinbollia Schumach. & Thonn.
    - Eriocoelum Hook.f.
    - Hornea Baker
    - Lepisanthes Blume
    - Porocystis Radlk.
    - Pseudima Radlk.
    - Sapindus Tourn. ex L.
    - Thouinidium Radlk.
    - Toulicia Aubl.
    - Tristira Radlk.
    - Zollingeria Kurz

  - Tribù Schleichereae
    - Amesiodendron Hu
    - Paranephelium Miq.
    - Pavieasia Pierre
    - Phyllotrichum Thorel ex Lecomte
    - Schleichera Willd.
    - Sisyrolepis Radlk.

  - Tribù Stadmanieae
    - Beguea Capuron
    - Camptolepis Radlk.
    - Chouxia Capuron
    - Gereaua Buerki & Callm.
    - Macphersonia Blume
    - Pappea Eckl. & Zeyh.
    - Plagioscyphus Radlk.
    - Pseudopteris Baill.
    - Stadtmannia Lam. ex Poir.
    - Tsingya Capuron

  - Tribù Thouinieae
    - Allophylastrum Acev.-Rodr.
    - Allophylus L.
    - Thouinia Poit.

  - Tribù Tristiropsideae
    - Tristiropsis Radlk.

  - Tribù Ungmadieae
    - Delavaya Franch.
    - Erythrophysa E.Mey. ex Harv. & Sond.
    - Koelreuteria Laxm.
    - Stocksia Benth.
    - Ungnadia Endl.

  - Sapindoideae incertae sedis
    - Bizonula Pellegr.
    - Chonopetalum Radlk.
    - Lychnodiscus Radlk.
    - Namataea D.W.Thomas & D.J.Harris
    - Omalocarpus Choux
    - Pseudopancovia Pellegr.

### Filogenesi

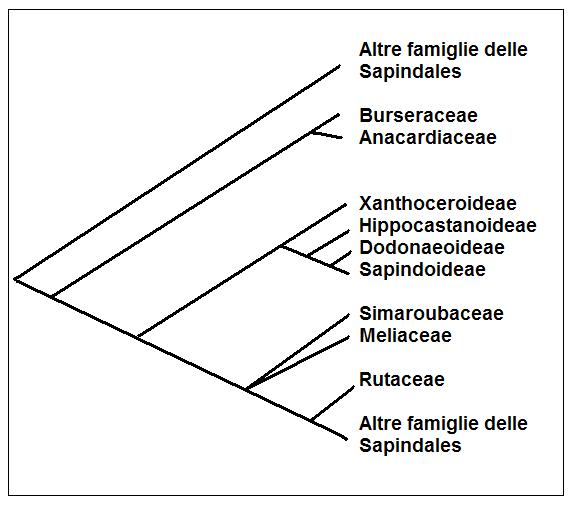
Cladogramma A

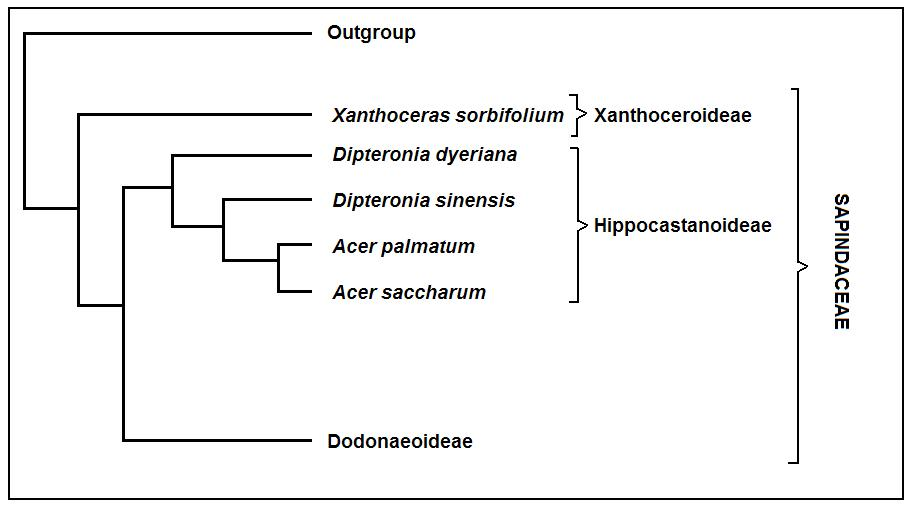
Cladogramma B

Le Sapindaceae appartengono all'ordine delle Sapindales Juss. ex Bercht. & J. Presl, (1820) che è chiaramente monofiletico e monofiletica è pure la famiglia di questa voce in base a dati morfologici e alle sequenze del DNA. L'inclusione delle Aceraceae e delle Hippocastanaceae è necessaria in quanto con l'esclusione di questi gruppi, il resto della famiglia formerebbe un complesso parafiletico.
Il cladogramma A (semplificato) ricavato dagli studi del gruppo APG rappresenta i rapporti filogenetici sia all'interno della famiglia che rispetto ad altre famiglie dell'ordine delle Sapindales. Il gruppo Xanthoceras risulta essere il “sister clade” delle altre tre sottofamiglie, mentre i generi inclusi nelle “vecchie famiglie” delle Aceraceae e Hippocastanaceae formano un clade monofiletico che insieme agli altri generi costituiscono il resto della famiglia.

Anche altri studi più recenti (2008) filogenetici di tipo cladistico sui ribosomi del citoplasma portano a risultati analoghi per la sequenza Xanthoceroideae -  Hippocastanoideae -  Dodonaeoideae (vedi cladogramma B – semplificato).

### Sinapomorfie
Nel seguente elenco sono elencate alcune sinapomorfie (caratteri derivati e condivisi dai vari taxa della famiglia utili per ricostruire la linea filogenetica della famiglia):
- presenza di aminoacidi ciclopropanici;
- petali con appendici basali sulla superficie adassiale;
- numero degli stami a 8 o meno;
- filamenti staminali pubescenti e papillosi;
- numero dei carpelli a 2 – 3;
- ovuli ancorati direttamente alla placenta (quindi privi di funicolo);
- disco extra-staminale nettarifero;
- embrione ricurvo.

### Alcuni generi
In questa sezione vengono descritti brevemente alcuni generi della famiglia considerati i più importanti.

- Acer L. - Acero: è l'unico genere presente in Italia della ex. famiglia delle Aceraceae con circa una quindicina di specie (tutto il genere comprende oltre 200 e più specie). Sono alberi di 30 metri con delle caratteristiche foglie a cinque lobi appuntiti disposte in modo opposto e con frutti a samara. Queste specie sono poligame (fiori maschili e ermafroditi sulla stessa pianta) con fiori a 5 sepali e 5 petali disposti in infiorescenze a pannocchia o corimbo. In Italia questo genere è distribuito comunemente su tutto il territorio; nel resto del mondo predilige le zone temperate boreali (Europa, Stati Uniti e Canada meridionale, Cina e Giappone).
- Aesculus L. - Ippocastano: è l'unico genere presente in Italia della ex. famiglia delle Hippocastanaceae con una specie soltanto. Tutto il genere comprende non più di 20 specie: 6 originarie del Nord America, le altre native dell'Eurasia. L'altezza di questi alberi arriva a 30 metri, ma nel genere sono presenti anche specie tipo arbusto più basse. I fiori sono ermafroditi, pentameri e il gineceo ha tre carpelli connati.
- Blighia K.D.Koenig: genere con solo 4 specie tropicali distribuite nell'Africa equatoriale tra il Kenya e la Guinea. L'altezza di questi alberi arriva sui 10 – 20 metri con foglie pennate. L'infiorescenza è a pannocchia con piccoli fiori, bianchi e profumatissimi. I fiori sono pentameri con 8 stami. Alcuni frutti grandi fino a 10 centimetri sono commestibili ma devono essere mangiati a giusta maturità, altrimenti provocano vomito.
- Cardiospermum L.: genere con circa 14 specie native dell'America, dell'Africa e dell'India sempre in zone tropicali (una sola è presente in Cina: Cardiospermum halicacabum L.). Sono piante a portamento erbaceo-rampicante il cui maggiore interesse è ornamentale (se si escludono alcune creme estratte dai semi di queste piante utili per la cura della pelle). Le foglie sono alterne e composte. I fiori, insignificanti, sono tetrameri con 8 stami. L'ovario è tri-loculare e lo stilo è trifido.
- Dodonaea Mill.: genere con circa 70 specie con distribuzione subtropicale e temperata calda (Africa, America, Asia meridionale e Australasia). Sono arbusti alti al massimo 5 metri con foglie alterne (semplici o pennate). L'infiorescenza è a racemo e il frutto è una capsula a due-tre ali. Il fiore ha 5 sepali mentre i petali sono mancanti. L'ovario è unico con un unico stilo a stimma trifido. Alcune specie producono un ottimo legno compatto e di lunga durata se fatto opportunamente essiccare.
- Euphoria Comm. ex Juss.: genere con una decina (forse di più) di specie arboree distribuite quasi solamente in Asia tropicale e subtropicale. I fusti possono essere alti fino a 12 metri. Le foglie sono pennate. I fiori sono pentameri (il calice è profondamente 5-partito a disposizione embricata). Il frutto ha la grandezza di una ciliegia. L'interesse per queste piante è soprattutto nel frutto della specie Euphoria longana Lam.: l'arillo è commestibile e in Cina questo albero è oggetto di coltivazione.
- Koelreuteria Laxm.: genere con 10 e più specie originarie dell'Asia orientale-meridionale (tre specie in Cina e altre in Giappone). Le specie sono alberi a media altezza (10 – 20 metri) con foglie pennate disposte a spirale e sono caduche. Queste piante sono poligamo-monoiche o poligamo-dioiche. L'infiorescenza è composta da fiori piccoli di colore giallo raccolti in grandi pannocchie ramificate lunghe fino a 50 cm. I fiori sono zigomorfi tetra-pentameri (calice a 5 sepali – corolla a 4 petali) con 8 stami inseriti su un disco extra-staminale nettarifero. L'ovario è tri-loculare con 2 ovuli per loculo. L'industria usa i fiori di queste piante per ricavare una tintura gialla, ma anche per ricavare un sapone (dal decotto del pericarpo dei frutti) capace di emulsionare sostanze grasse.
- Litchi Sonn: questo genere ha un'unica specie: Litchi chinensis Sonn.. Si tratta di un albero monoico da frutta tropicale coltivato attualmente in tutto il mondo, ma di origine cinese (sembra che questa pianta fosse in coltivazione già nel 2000 a.C.). Quest'albero raggiunge altezze di 10 – 20 metri. Le foglie sono pari-pennate a disposizione alterna. I fiori, bianchi e disposti in infiorescenze a grappolo, sono unisessuali, attinomorfi con calice a 4-5 sepali e petali assenti. Gli stami sono 6-8 su disco nettarifero. I frutti son grandi (5 cm) e carnosi: la polpa biancastra, protetta da una scorza rosa-rossa non commestibile, ha un delicato sapore profumato.
- Melicoccus P.Browne : genere con due specie distribuite in Sud America tropicale. Sono alberi poligamo-dioici alti 30 metri con foglie pari-pennate a disposizione alterna. L'infiorescenza ha la forma di racemi allungati. I fiori sono pentameri con gli stami (8) inseriti in un disco extra-staminale nettarifero. L'ovario è biloculare con stimma sessile. Il frutto è una drupa commestibile, per questo nei Caraibi (ma anche in Florida e California meridionale) queste piante sono coltivate. Tra le popolazioni dell'America centrale un decotto della corteccia di Melicoccus bijuga Kitan. ha la proprietà di arrestare la dissenteria.
- Paullinia L.: genere di oltre 500 specie a portamento arbustivo o lianoso dell'America del sud e centrale (compresi i Caraibi). Le foglie, a lamina due tre volte ternata, hanno una disposizione alterna e sono stipolate. L'infiorescenza, in racemi ascellari, è composta da fiori bianchi. Il perianzio delle specie di questo genere è singolare: il calice si compone di cinque sepali, due dei quali sono connati più grandi degli altri; mentre la corolla si compone di due petali grandi, due petali piccoli e uno rudimentale quasi abortivo. Gli stami sono 8. Il gineceo è formato da un ovario a tre loculi con uno stimma sormontato da uno stilo trifido. Le specie di questo genere trovano impiego nell'ornamentazione (Paullinia thalictrifolia Juss.) e nella produzione di bevande (Paullinia sorbilis Mart.) soprattutto nel Brasile.
- Sapindus L.: genere con 100 e più specie a portamento arbustivo e di piccoli alberi. Sono piante native delle zone temperate calde dell'emisfero boreale. Le foglie sono disposte in modo alterno con lamina pennata. I fiori (unisessuali e attinomorfi o zigomorfi) formano delle grandi infiorescenze a pannocchia. Il perianzio è fondamentalmente pentamero con elementi (sepali e petali) a dimensioni differenti. Gli stami di solito sono 8 (nei fiori maschili) mentre l'ovario è tri-loculato (nei fiori femminili) con tre stili.  L'uso principale che viene fatto delle specie di questo genere è quello di ricavare sostanze saponarie dai frutti.
- Serjania Mill.: genere molto numeroso (più di 400 specie) delle zone intertropicali dell'America Latina. Sono piante in maggioranza rampicanti a foglie alterne con stipole ridottissime; la lamina delle foglie è ternata, biternata o anche imparipennata. I fiori di colore giallo sono poligami e formano delle infiorescenze a pannocchia o a racemo in posizione ascellare. Il perianzio si presenta con 5 sepali di cui due connati e 4 petali (il quinto è vacante). Gli stami sono 8 su un disco extra-staminale nettarifero asimmetrico:  allargato in quattro ghiandole due delle quali più piccole se non rudimentali. L'ovario è triloculare sub-sessile (brevemente stipitato). Il frutto è una samara indeiscente. L'uso che si può fare di queste piante è unicamente nel giardinaggio (da serra, in Europa e in Italia).
- Xanthoceras Bunge >: genere monotipico; unica specie: Xanthoceras sorbifolium Bunge originaria del nord della Cina. È un piccolo albero di 8 metri di altezza con foglie pennate disposte in modo alterno. Infiorescenze con brattee ovate e fiori poligami (maschili) o fiori bisessuali sulla stessa pianta (ma non sulla stessa infiorescenza). Il perianzio è pentamero con disco extra-staminale a cinque lobi alternati ai petali. Gli stami sono 8 con antere ellissoidi. L'ovario è triloculato con 7-8 ovuli per loculo. I frutti, colorati di verdastro, hanno una forma globosa quasi a pera. All'interno i semi sono rotondi e colorati di bruno-purpureo.

### Alcune specie

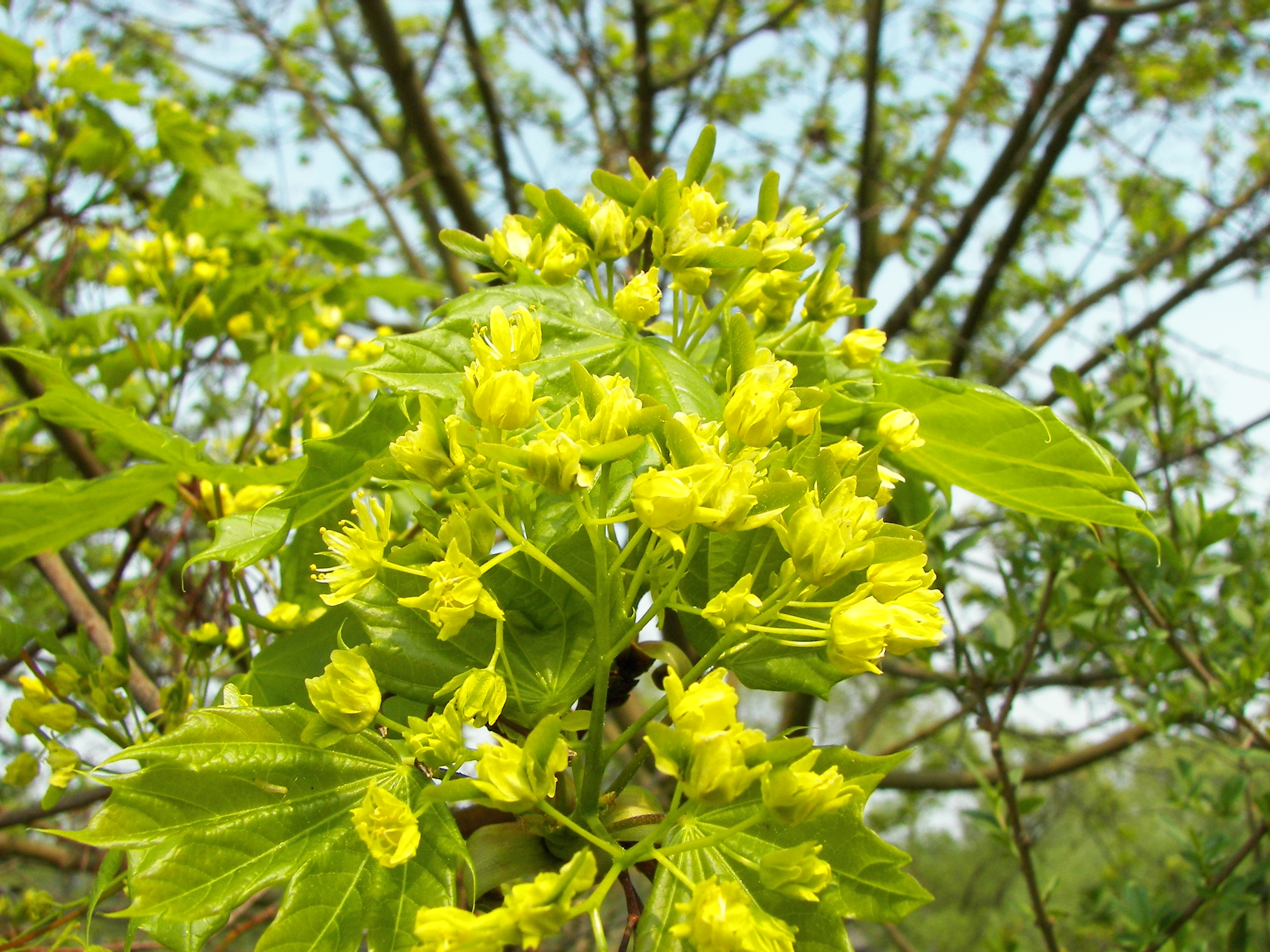
Acer platanoides
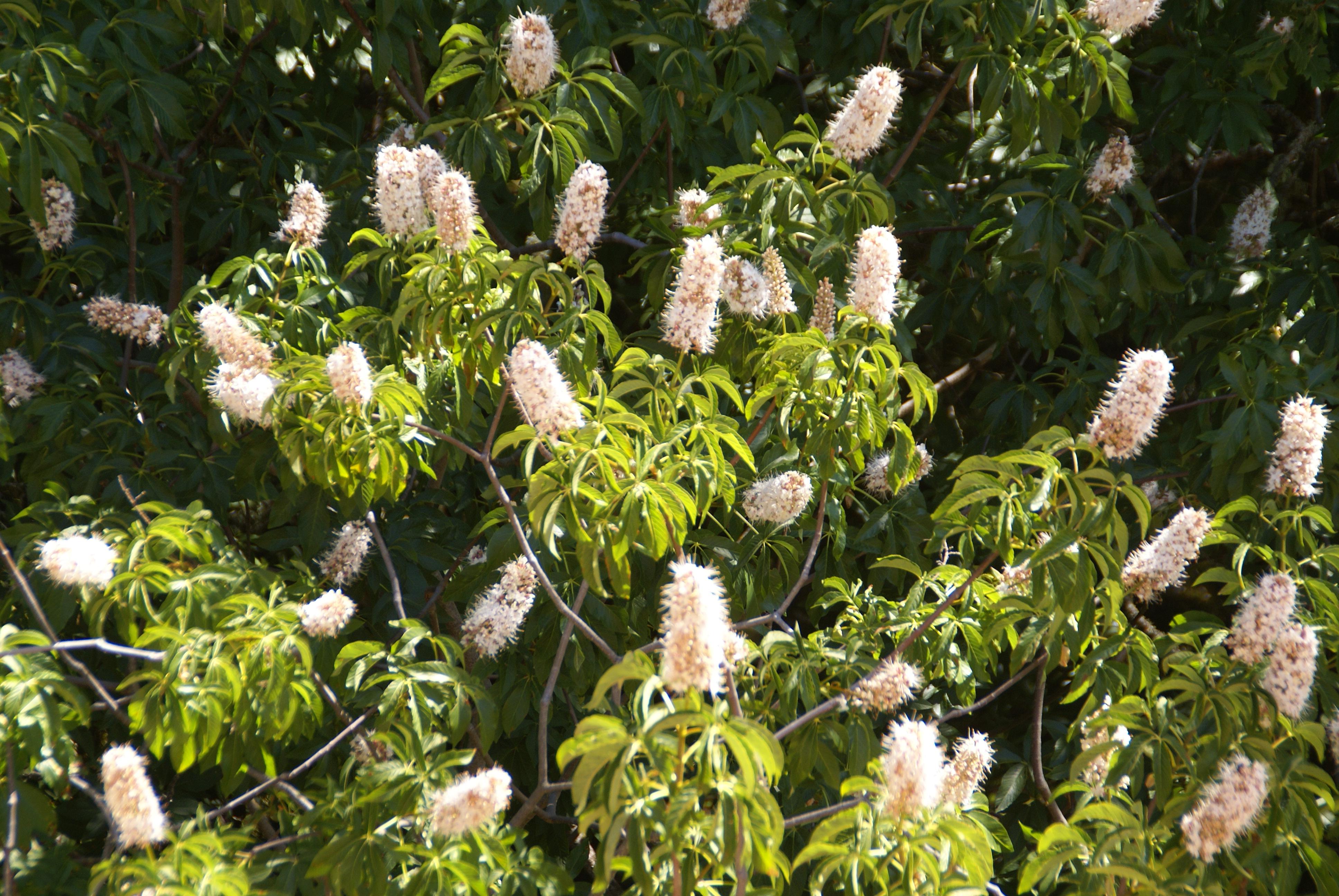
Aesculus californica
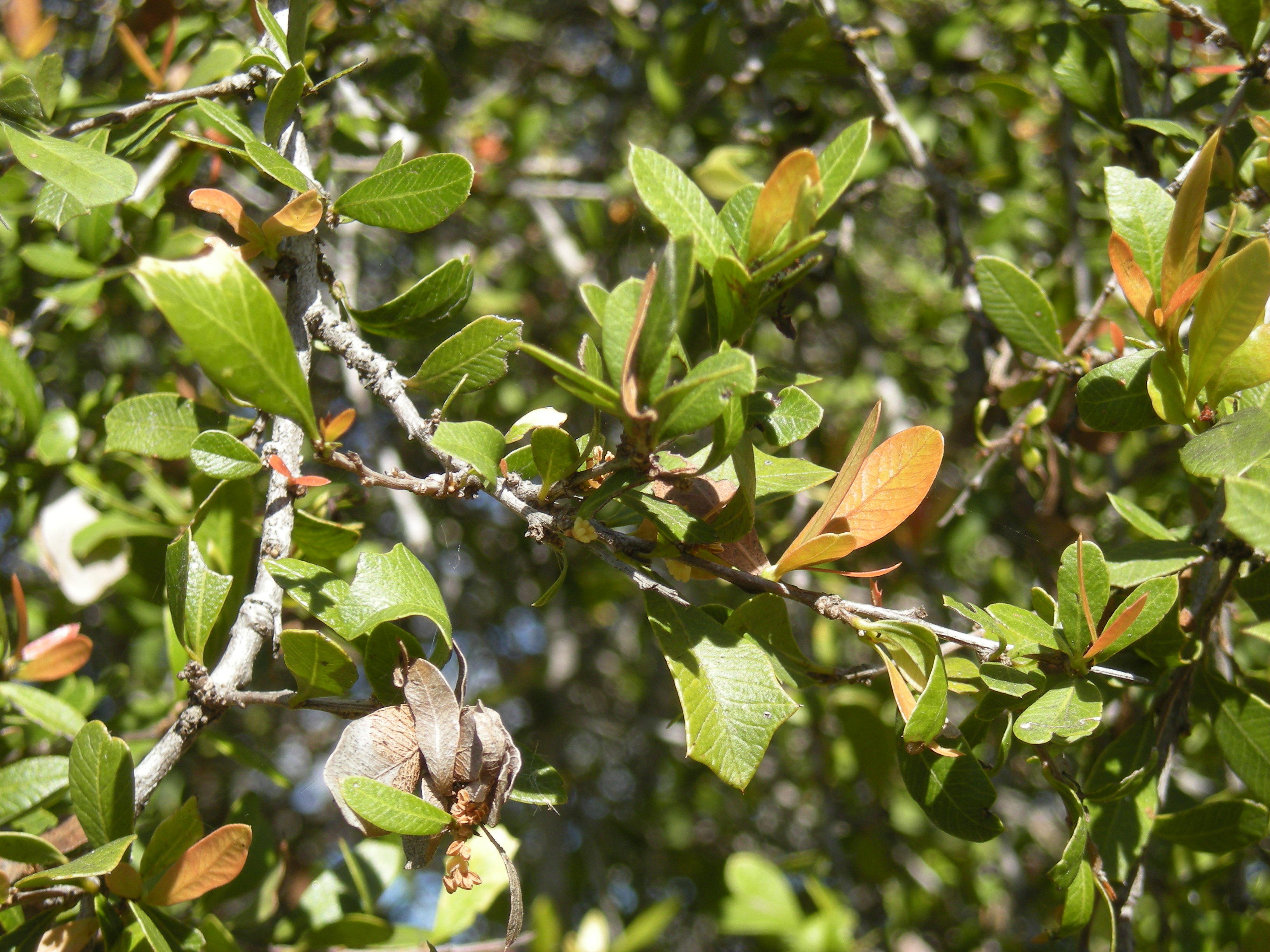
Alectryon diversifolius
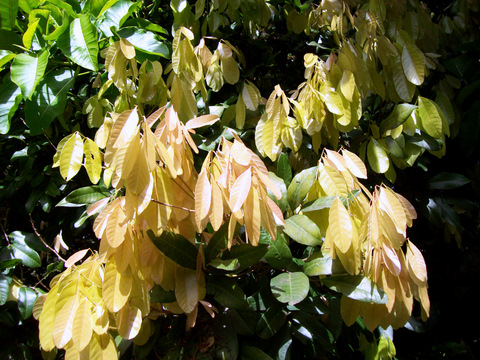
Arytera divaricata
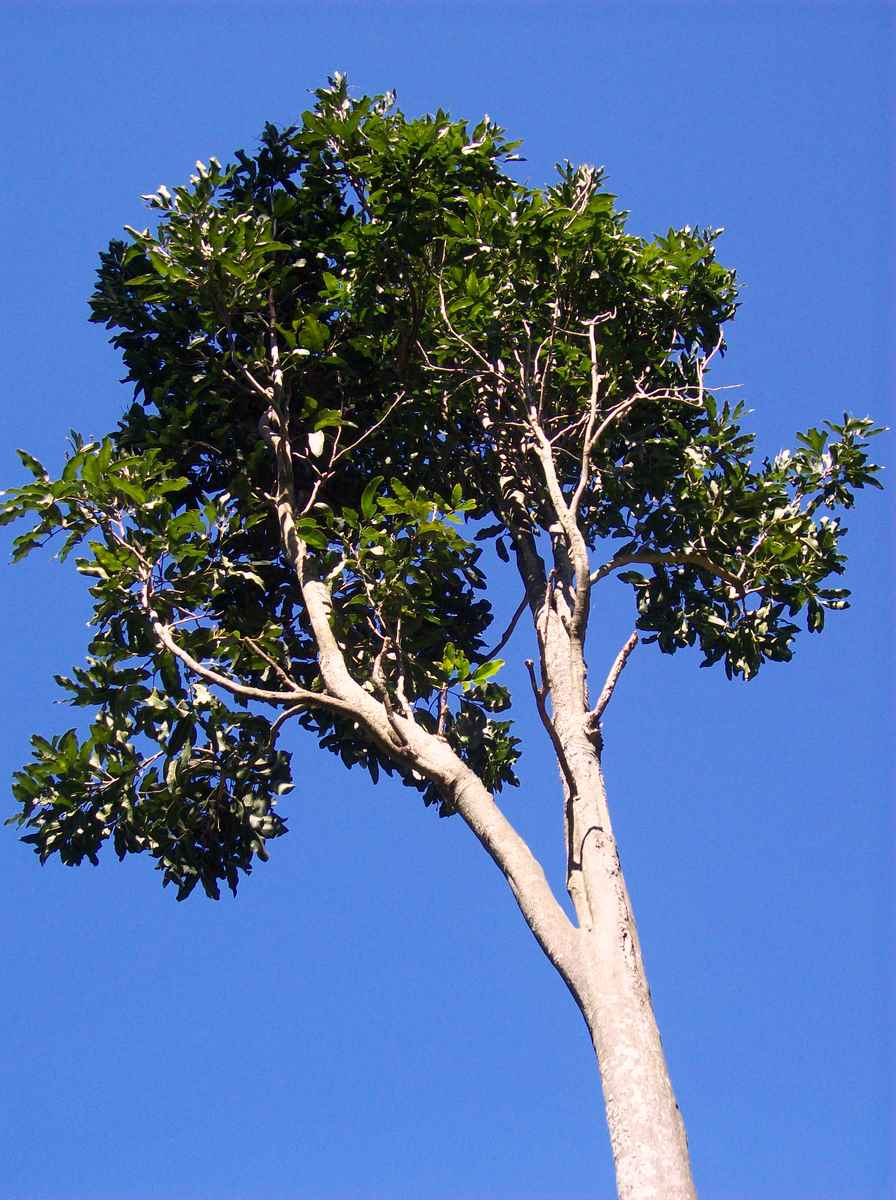
Atalaya multiflora
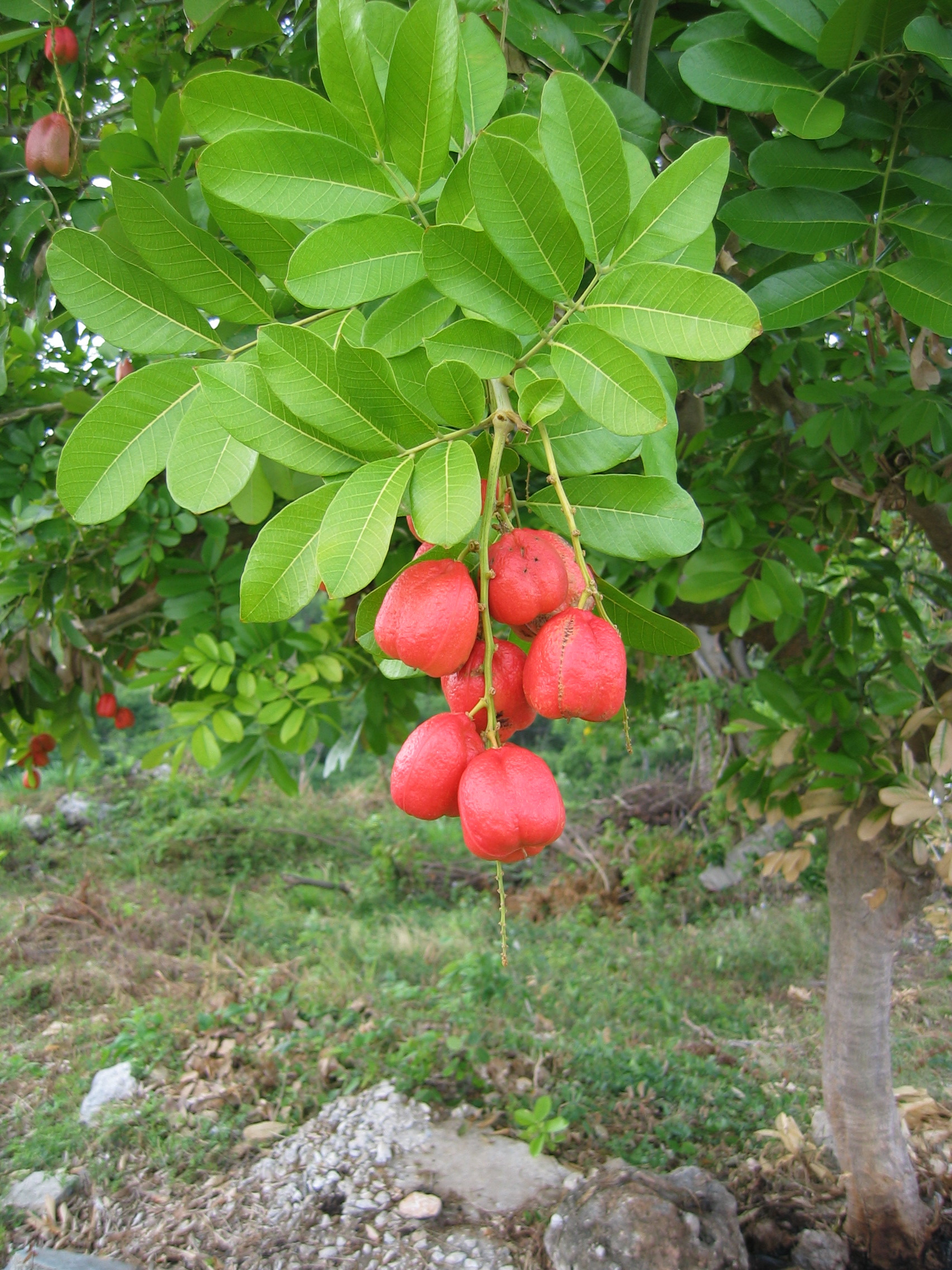
Blighia sapida
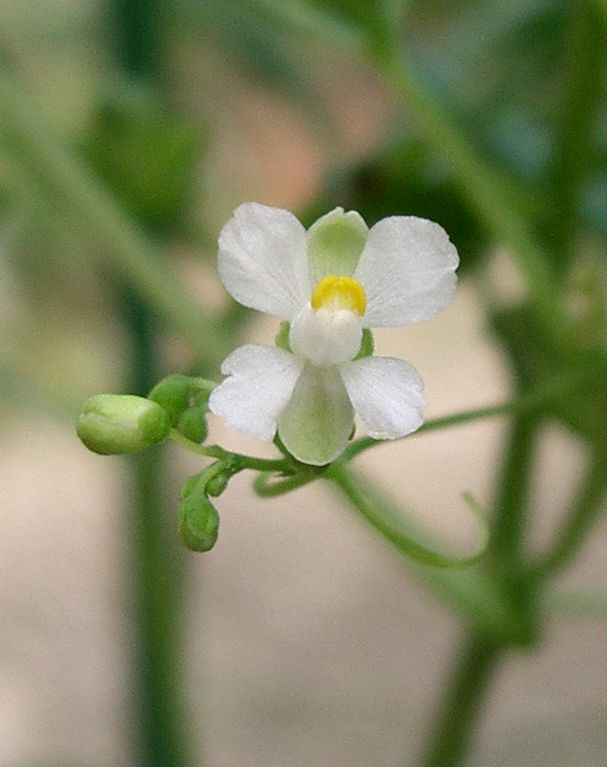
Cardiospermum halicacabum
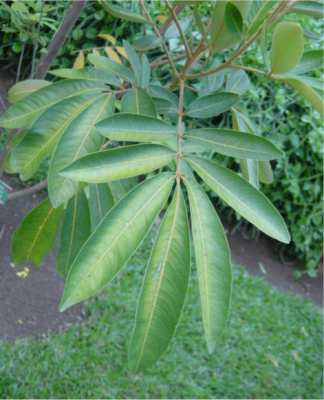
Cossinia pinnata
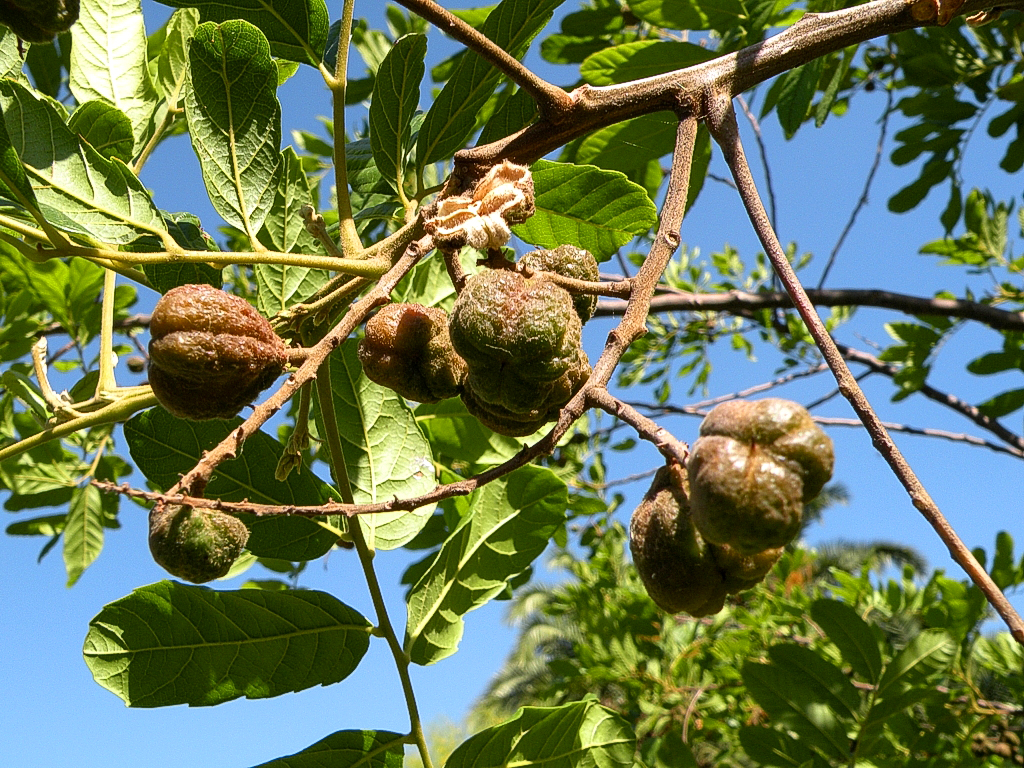
Cupania vernalis
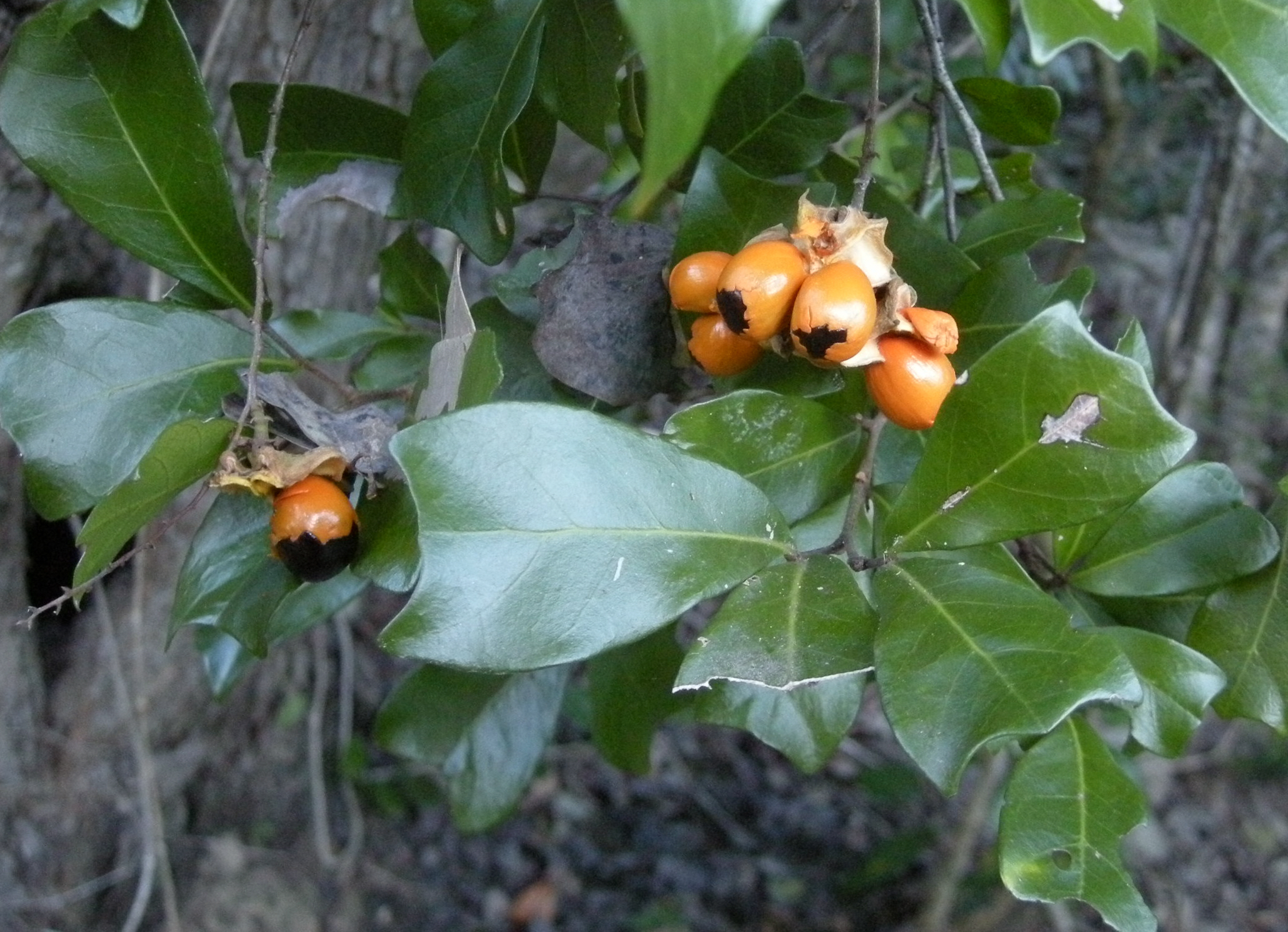
Cupaniopsis wadsworthii
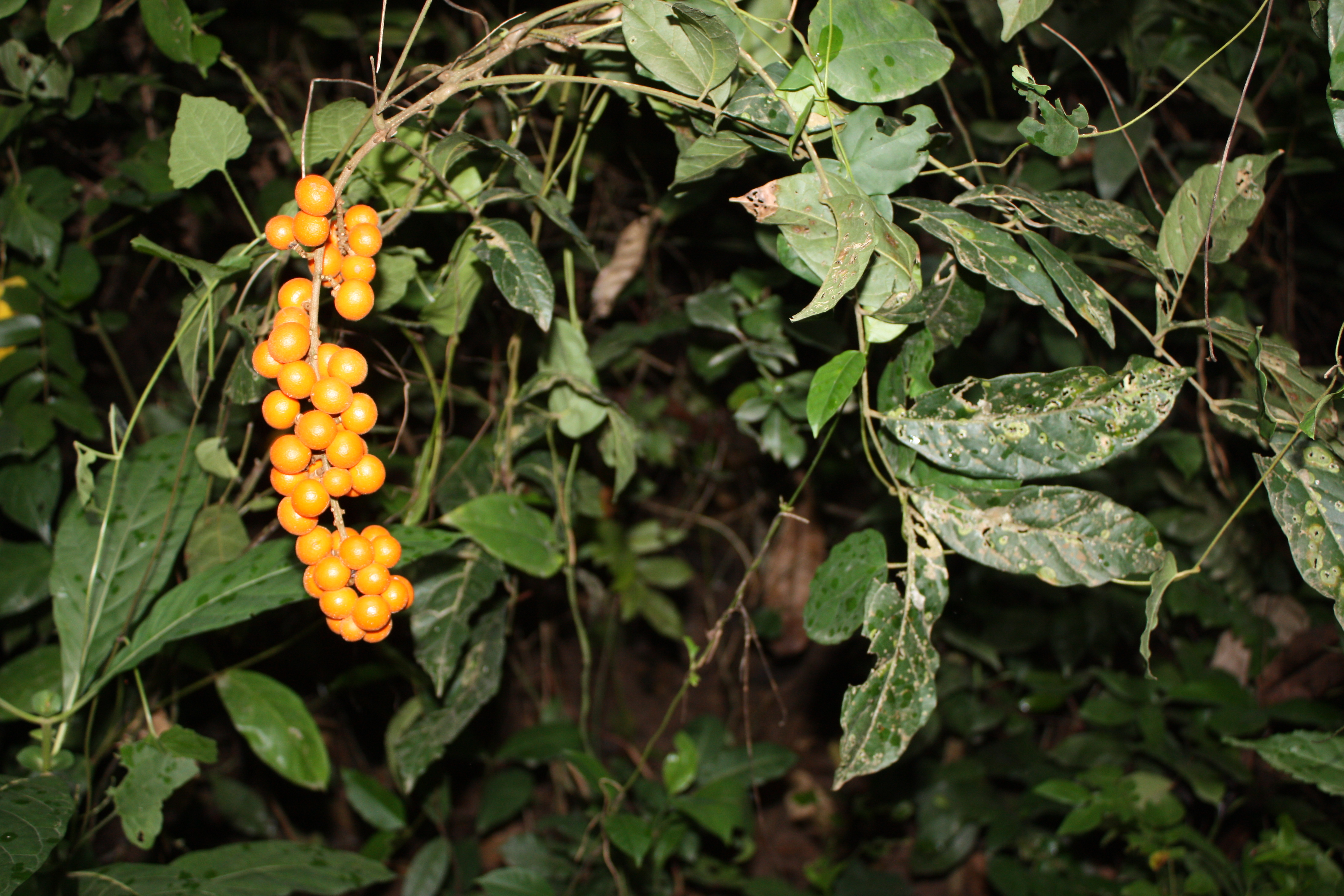
Deinbollia pinnata
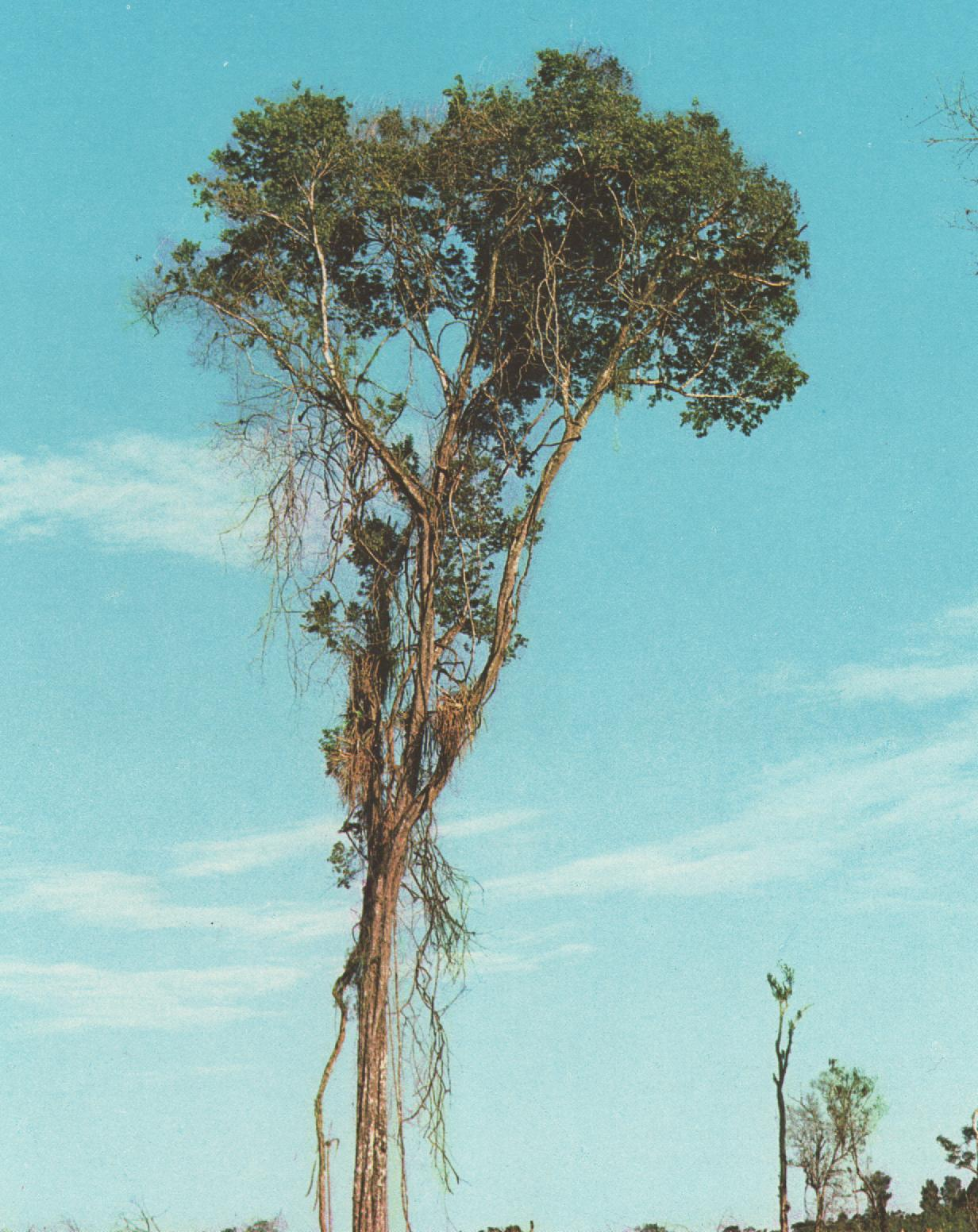
Diatenopteryx sorbifolia
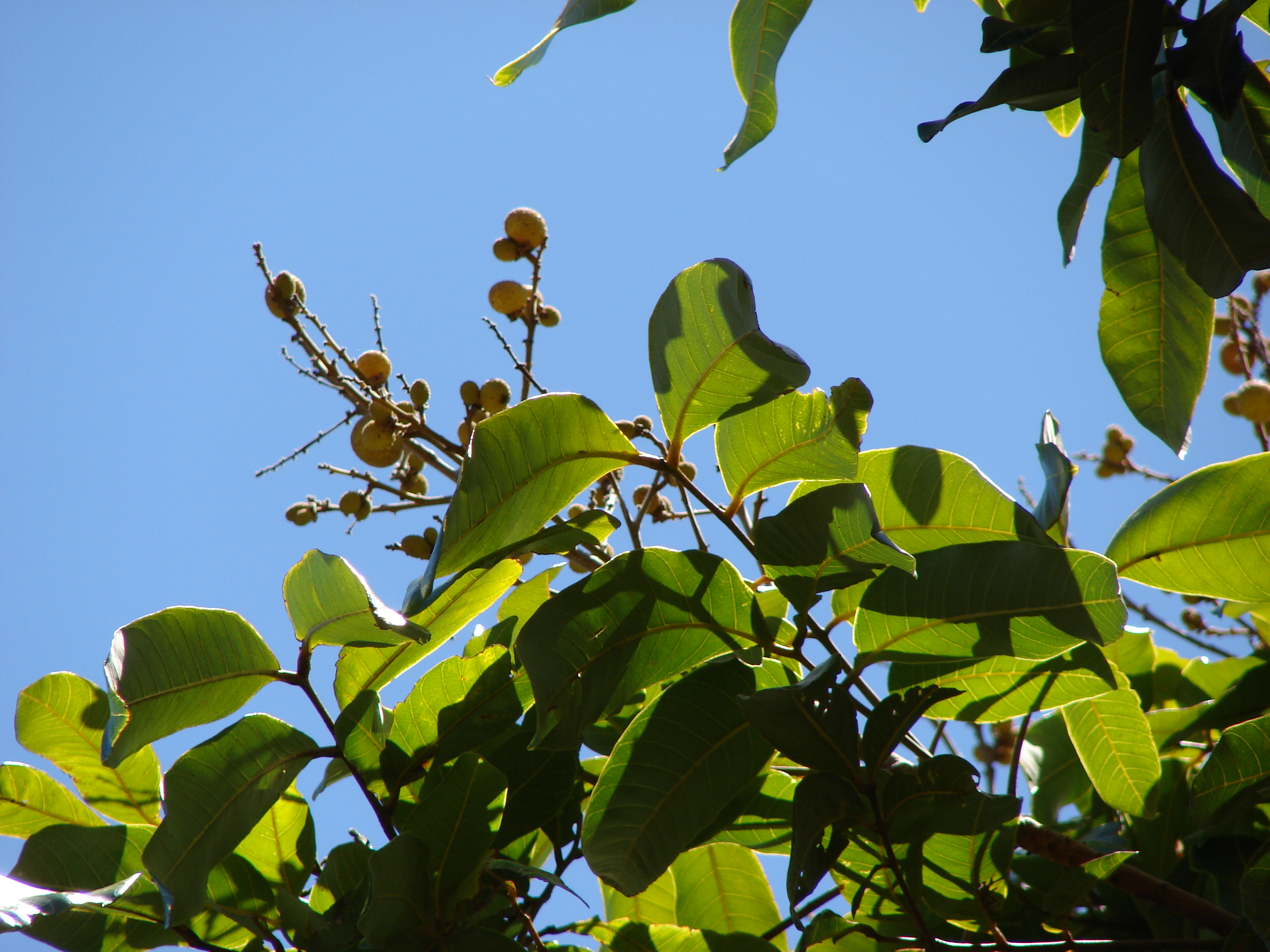
Dimocarpus longan
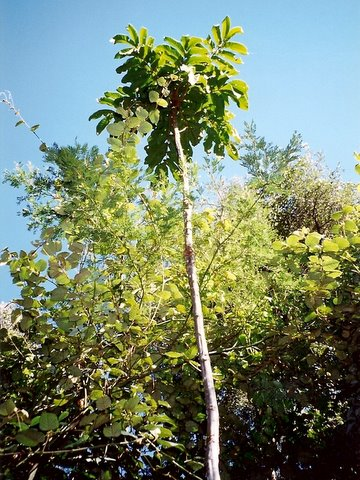
Diploglottis cunninghamii
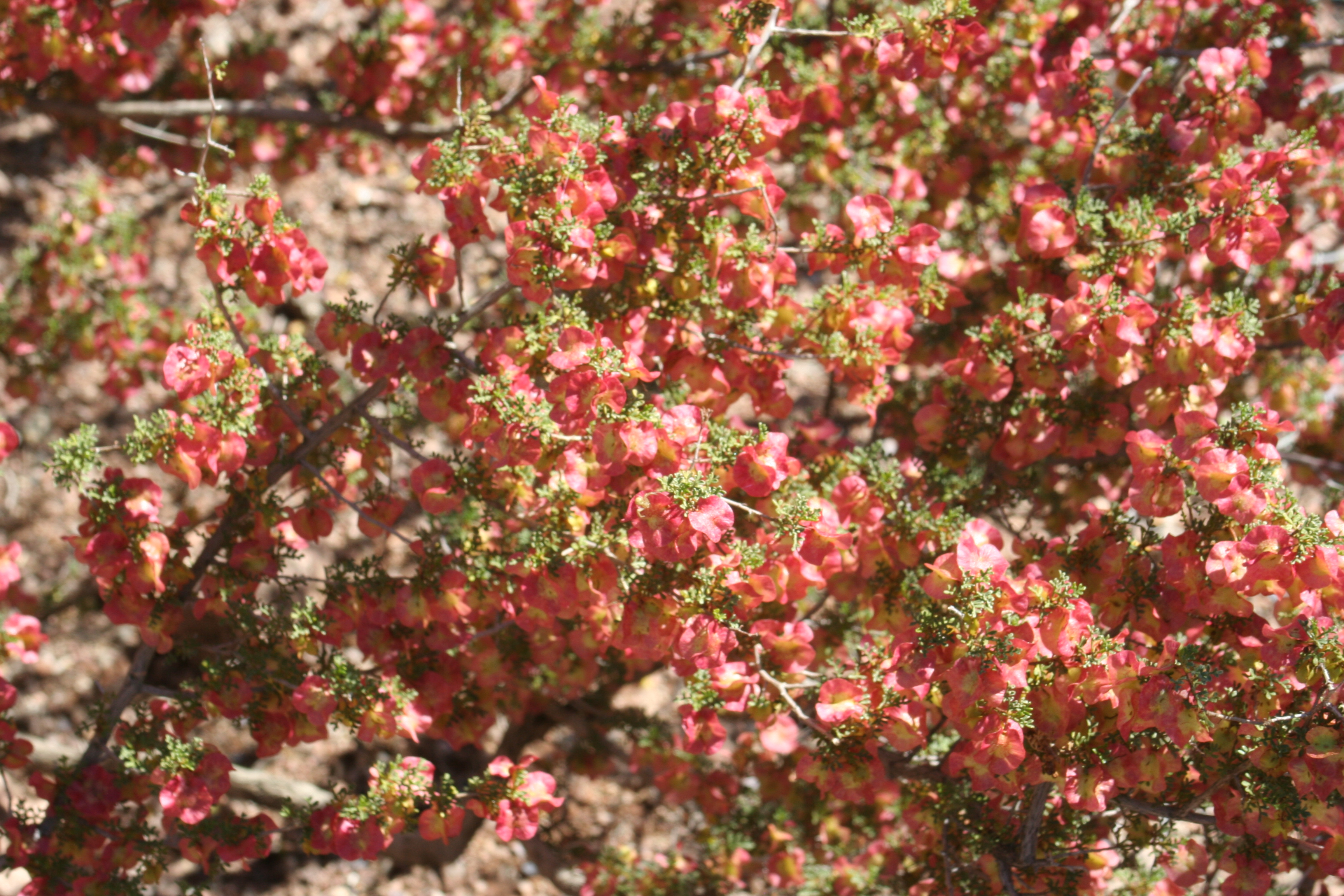
Dodonaea microzyga
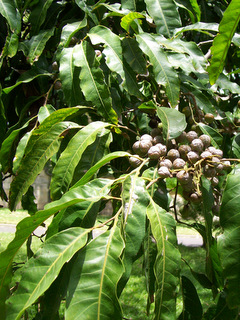
Elattostachys nervosa
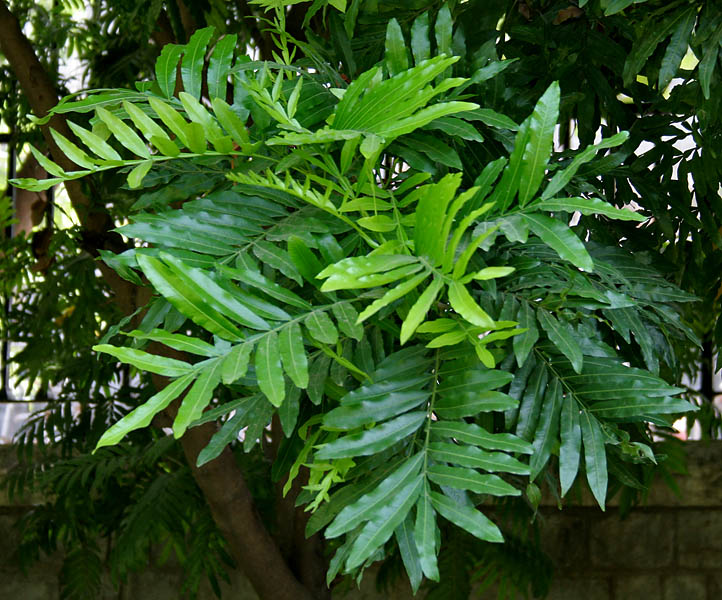
Filicium decipiens
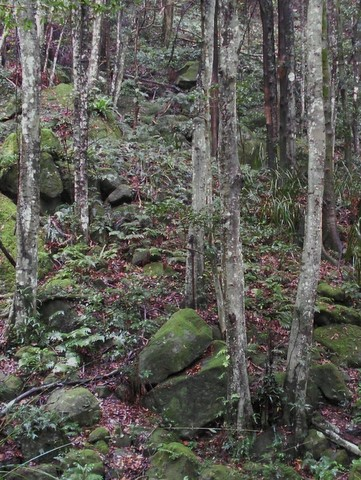
Guioa semiglauca
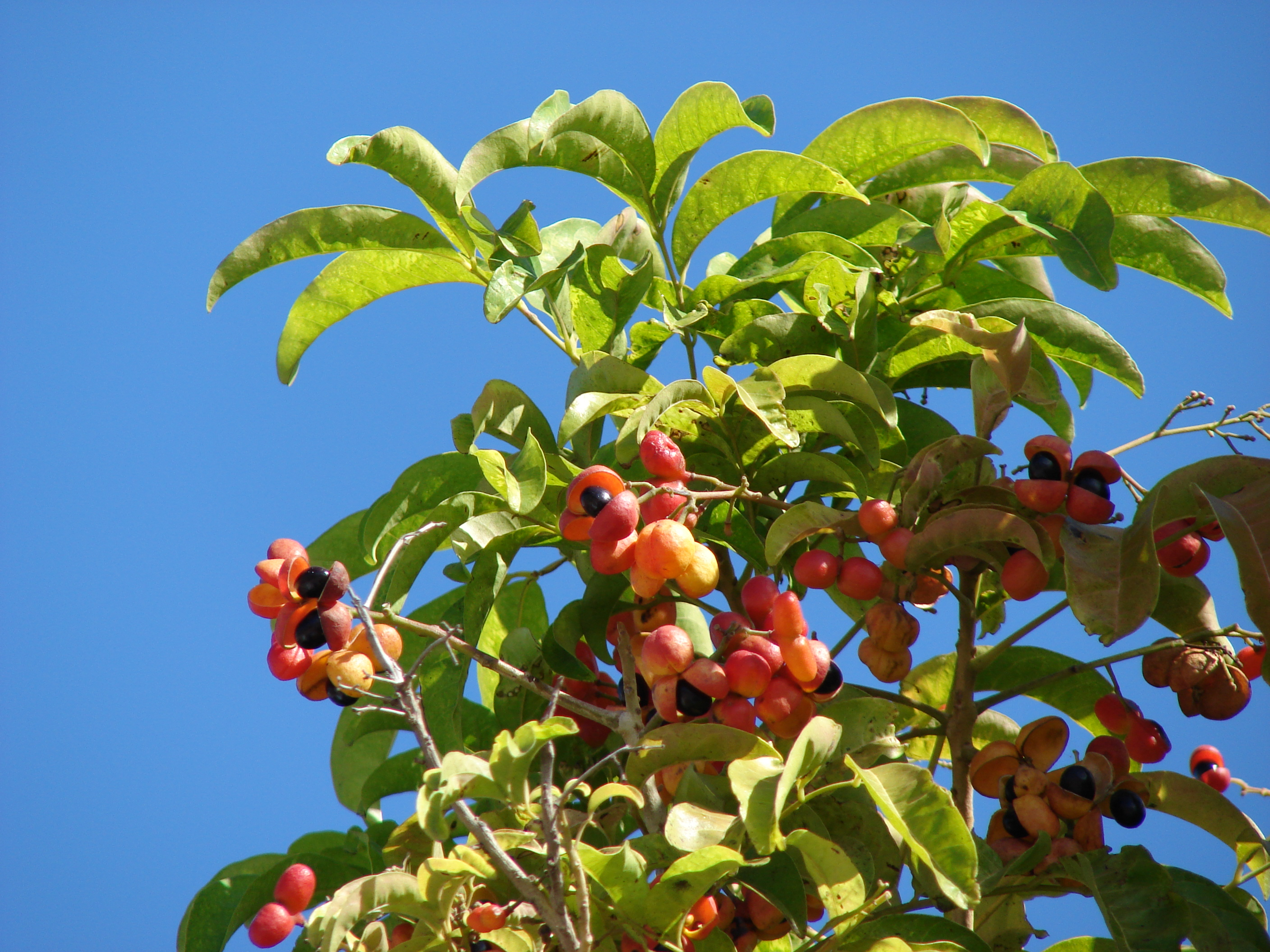
Harpullia pendula
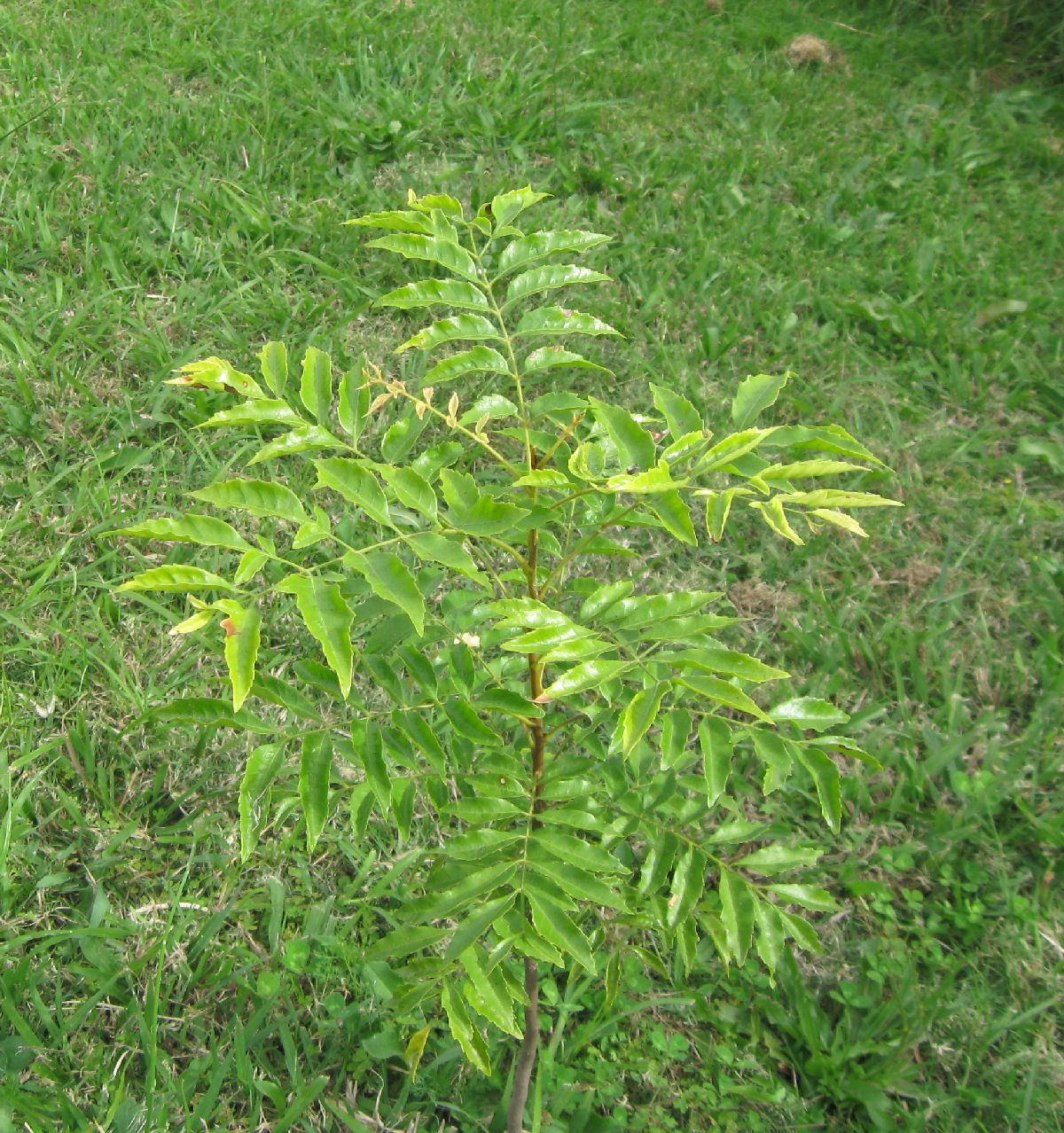
Jagera pseudorhus
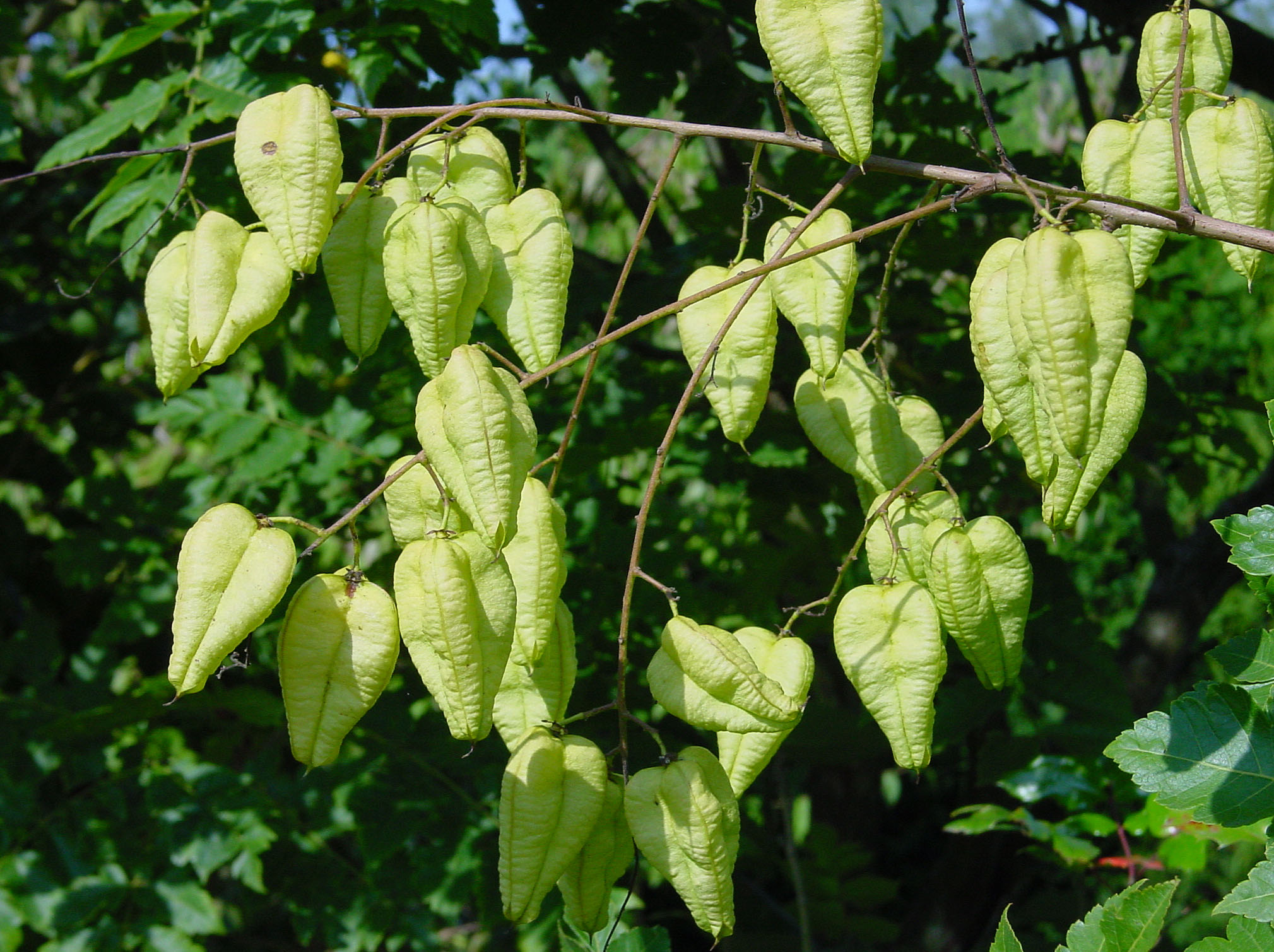
Koelreuteria paniculata
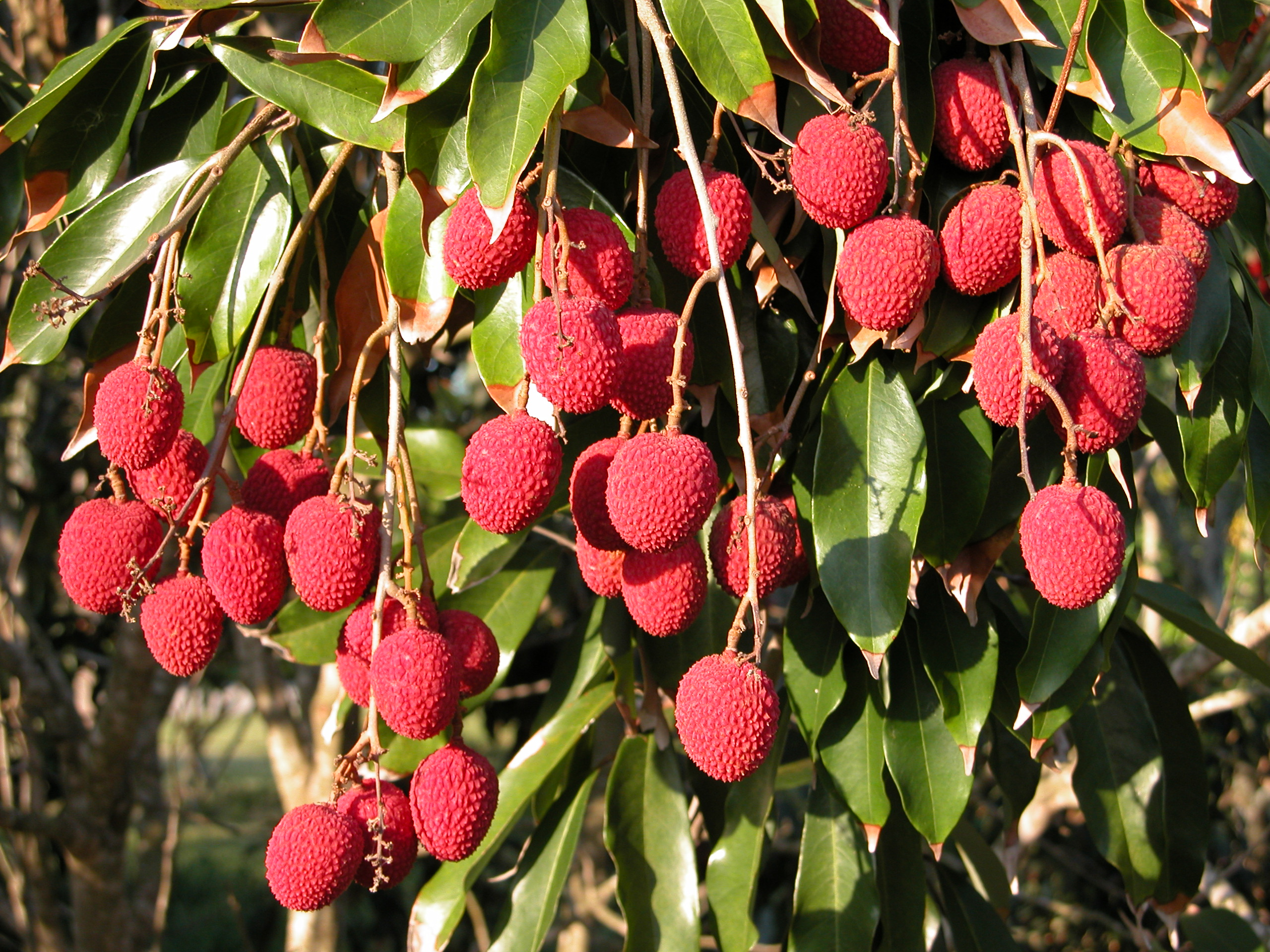
Litchi chinensis
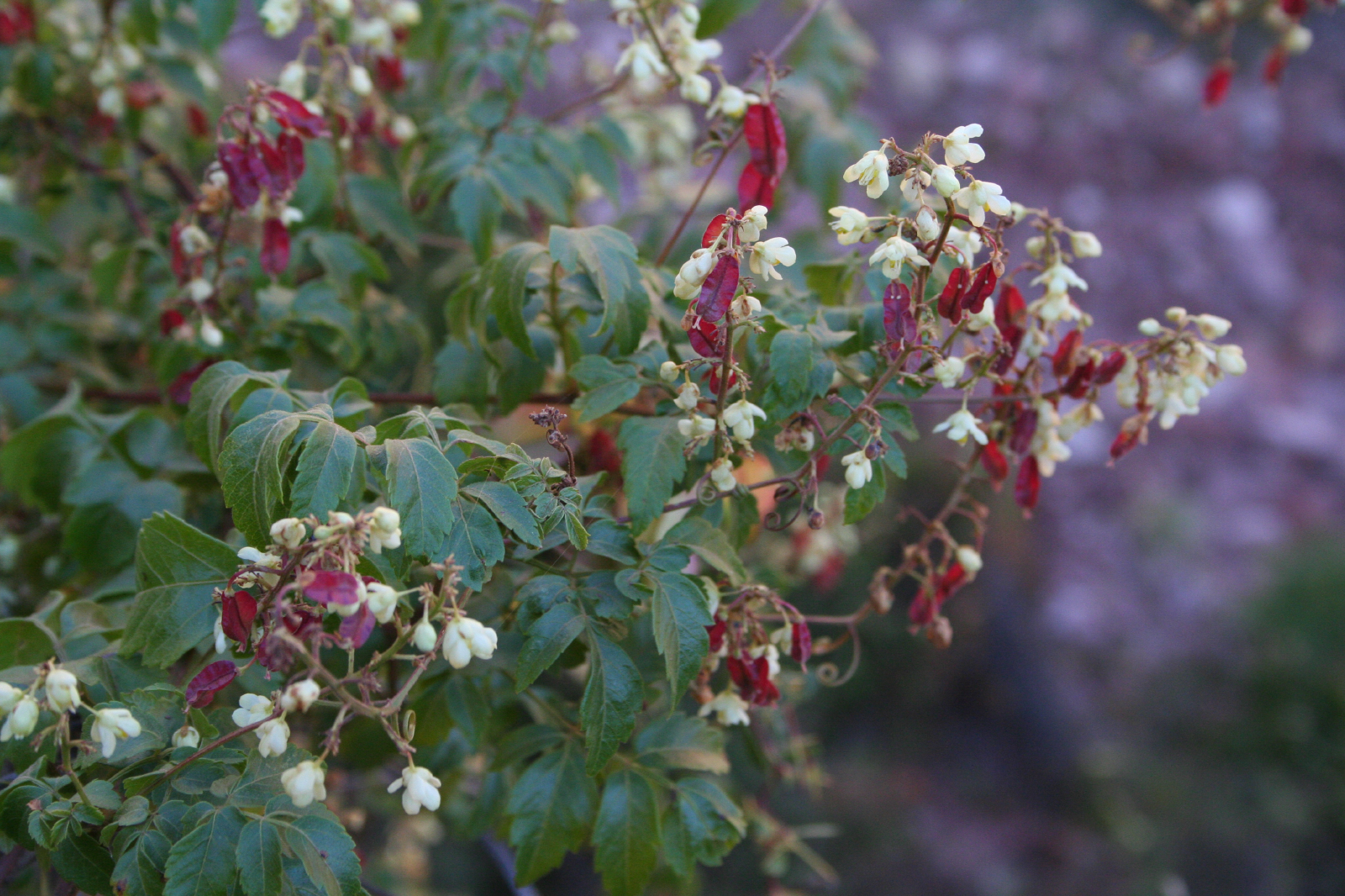
Lophostigma plumosum
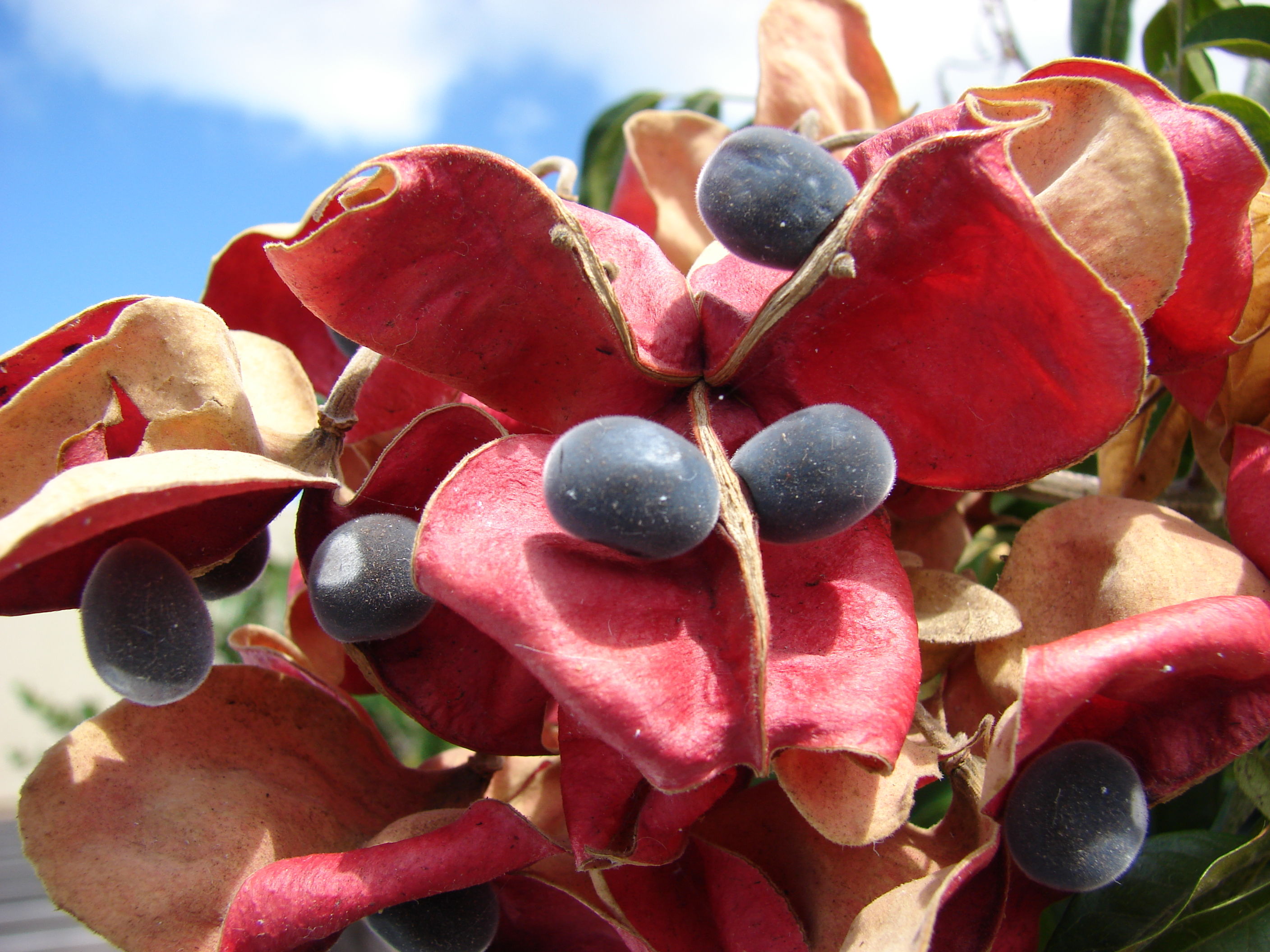
Majidea zanquebarica
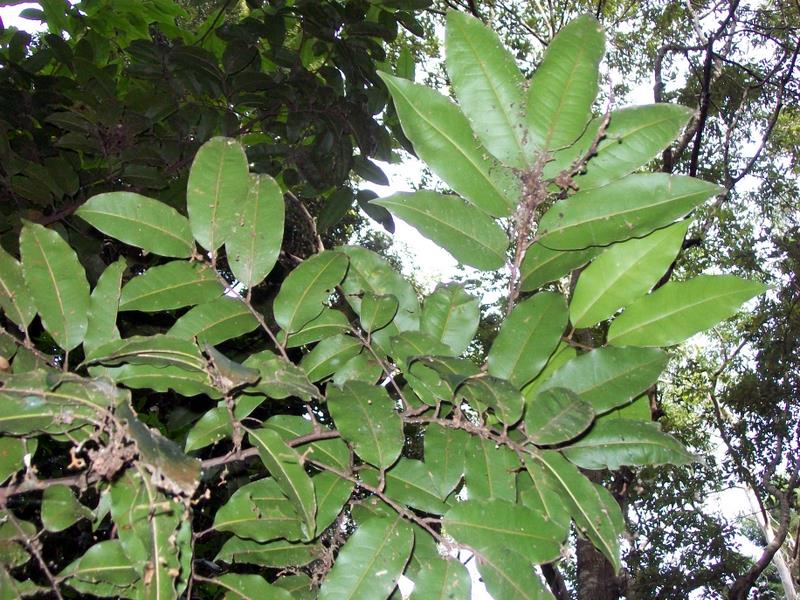
Mischocarpus pyriformis
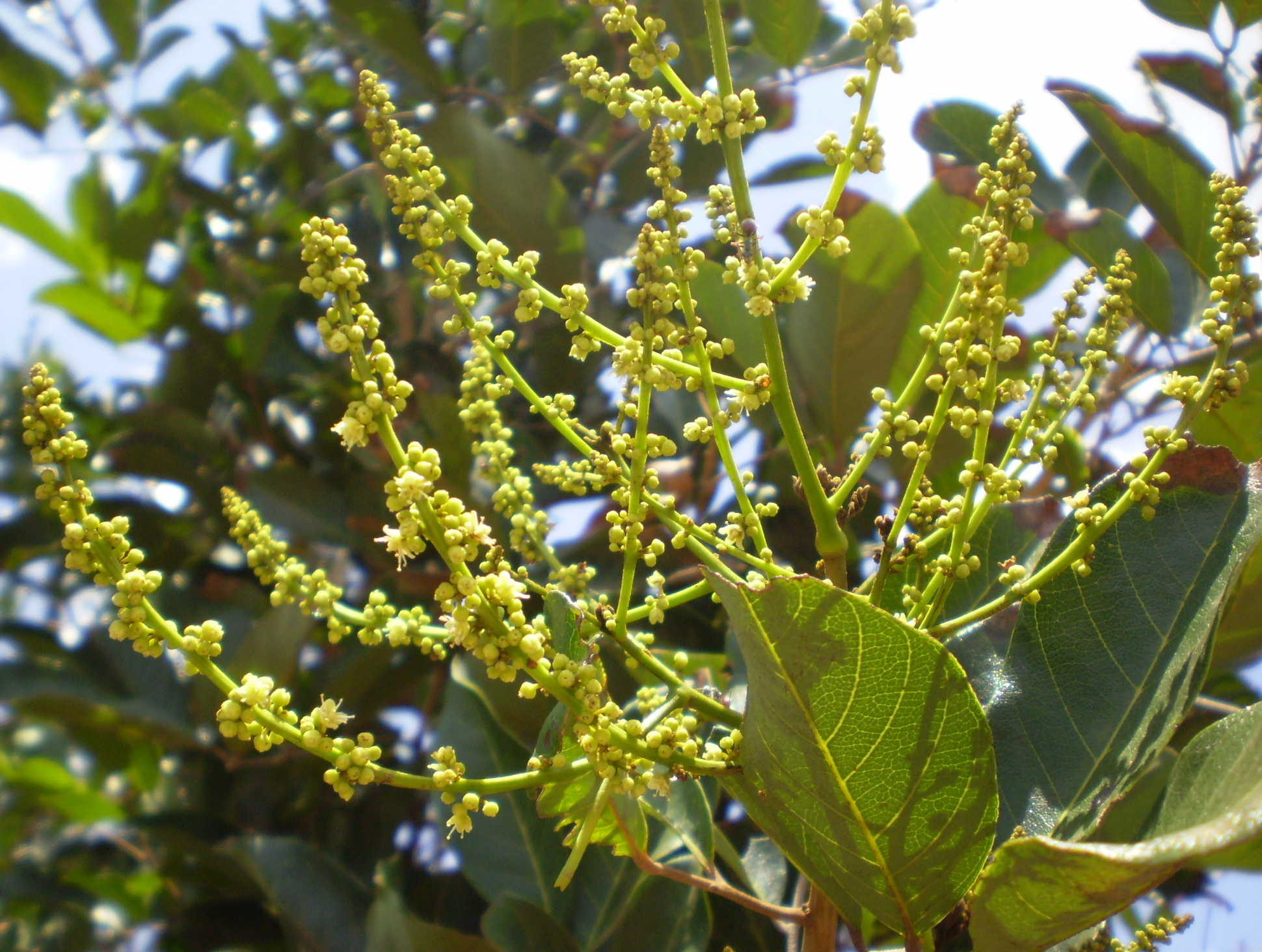
Nephelium lappaceum
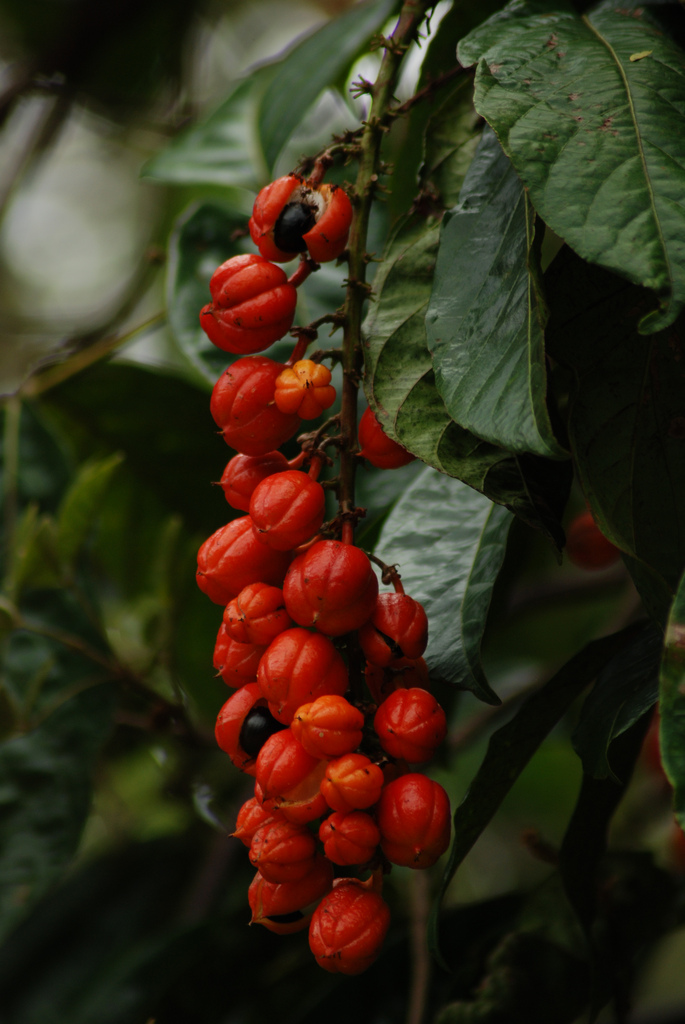
Paullinia cupana
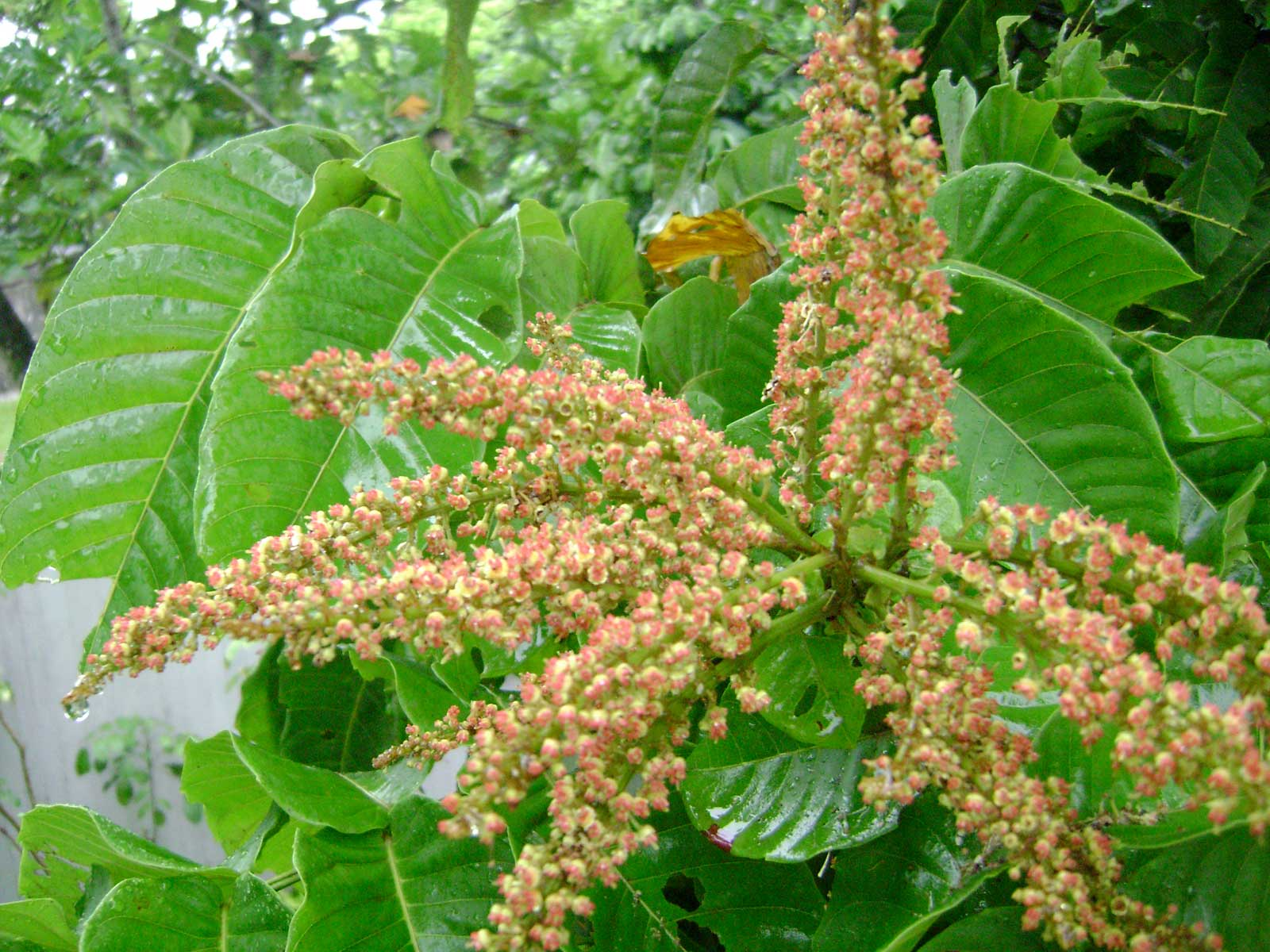
Pometia pinnata
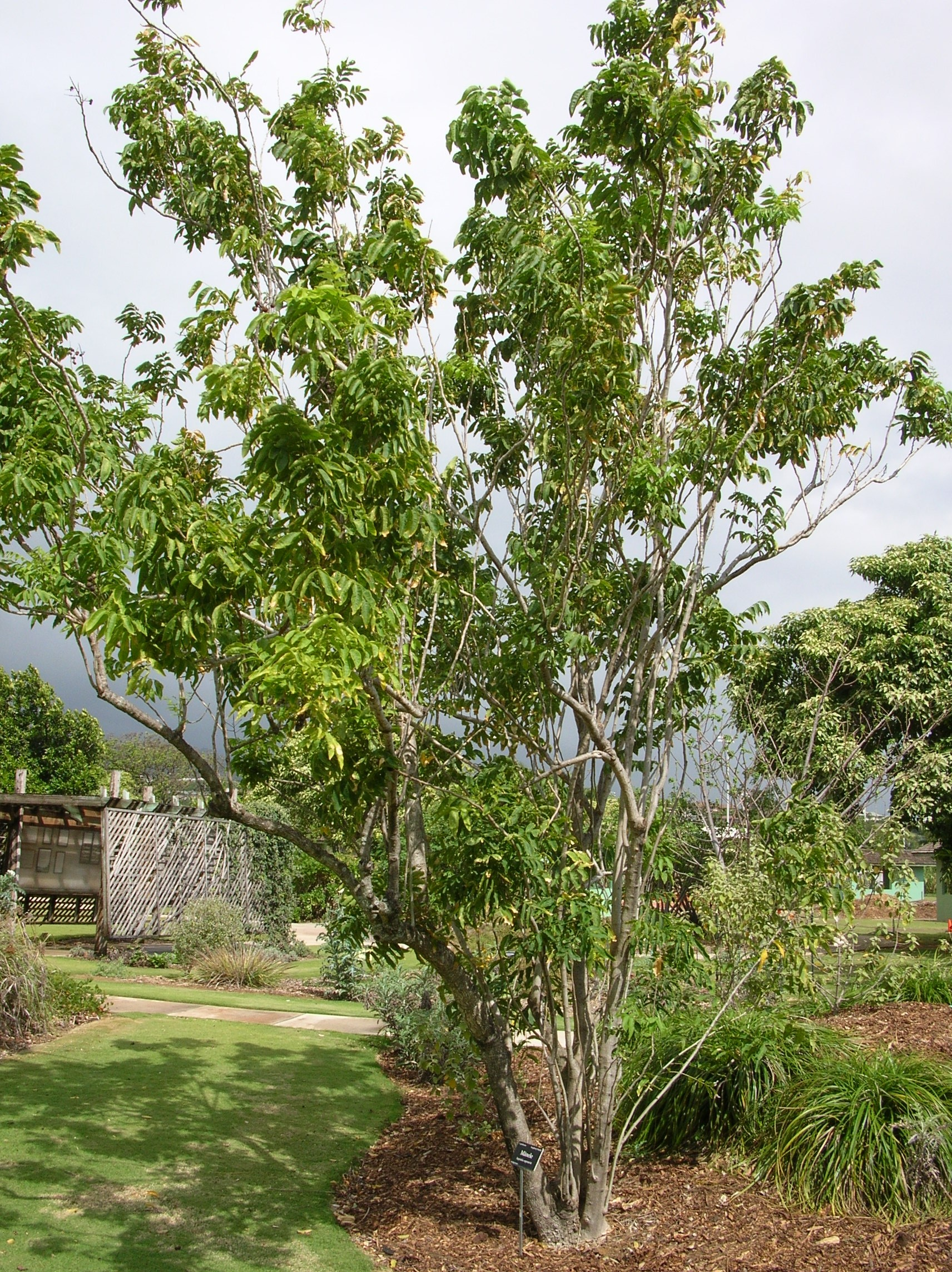
Sapindus saponaria
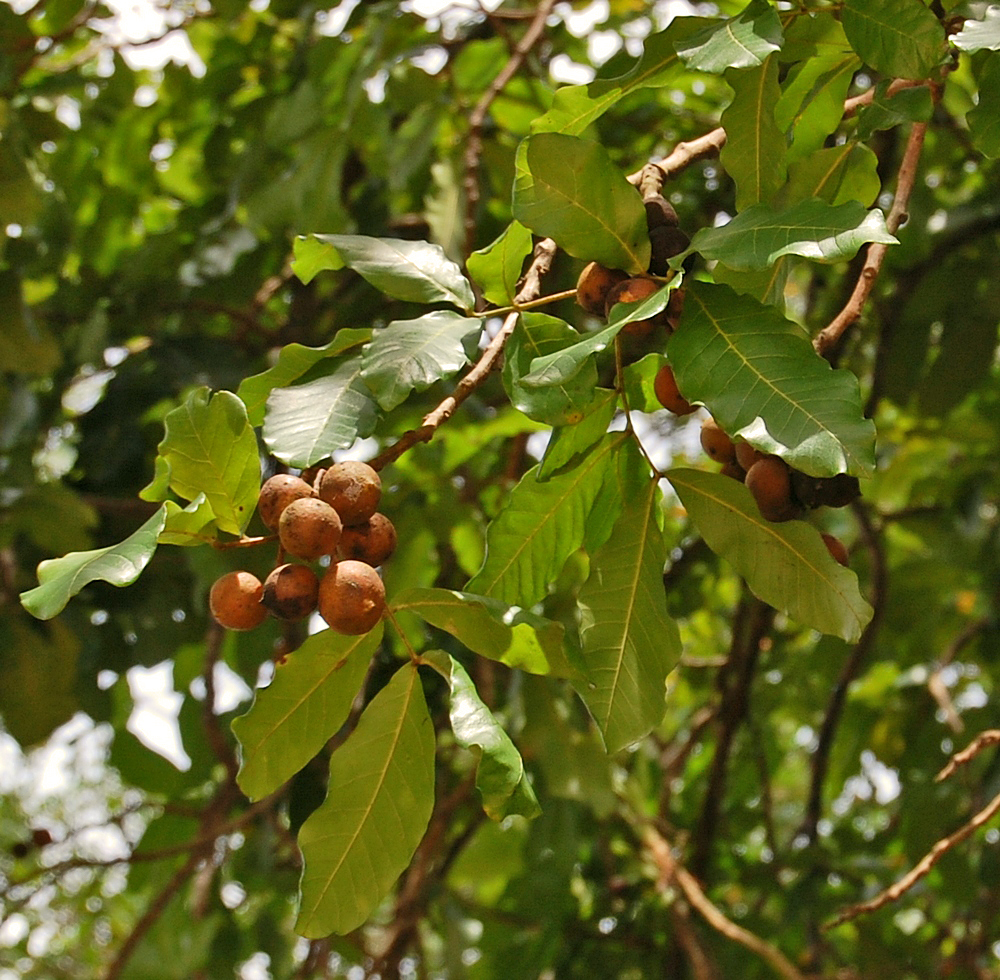
Schleichera oleosa
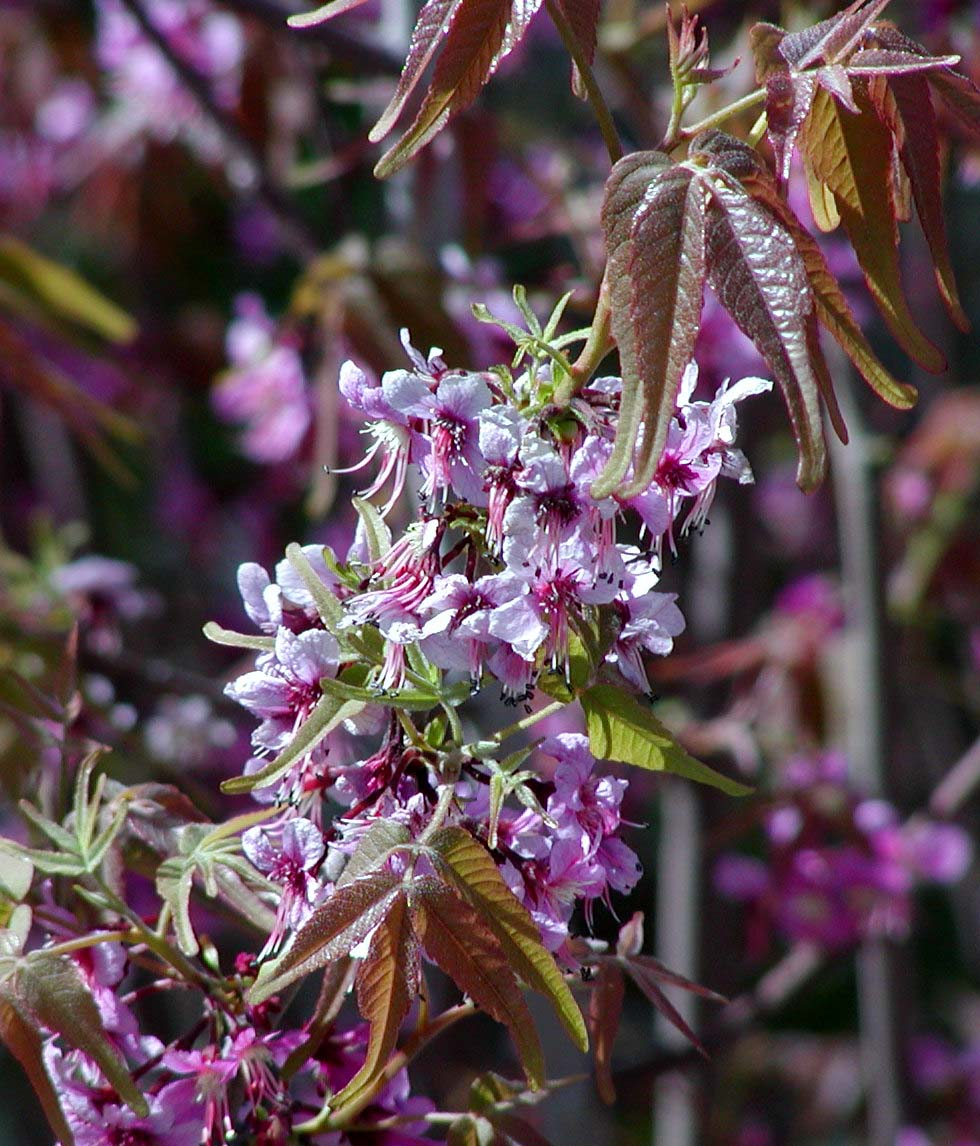
Ungnadia speciosa
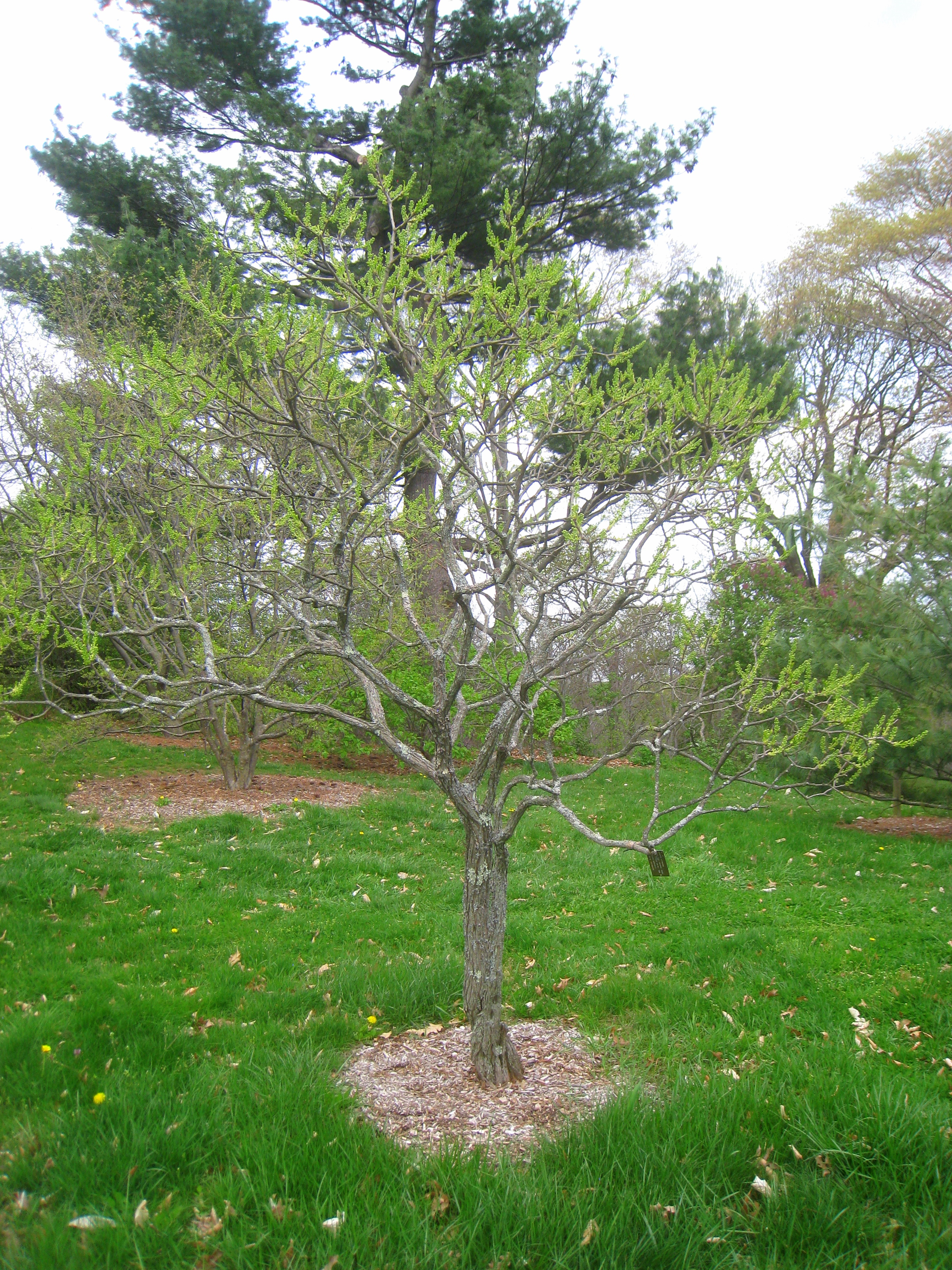
Xanthoceras sorbifolia

## Usi
In genere le specie di questa famiglia non hanno una grande rilevante importanza economica. Alcune piante dei generi Thounia e Stadmannia forniscono del buon legno compatto e duro. Prodotti chimici come saponine alcaloidi vengono estratte da diversi generi come Sapindus, Serjania e Paullinia. Alcune specie brasiliane forniscono dei surrogati del caffè (Paullinia), mentre di altre vengono utilizzati i semi e i frutti che in questo caso sono commestibili (generi: Allophyllus, Deinbollia, Euphoria, Litchi, Nephelium e altri), almeno in parte (gli arilli in alcune specie del genere Blighia. Infine alcuni generi sono utilizzati nel giardinaggio in quanto hanno delle buone caratteristiche ornamentali (generi: Euphoria, Koelreuteria, Melicoccus, Sapindus, Xanthoceras e altri).

Nella medicina (soprattutto quella popolare orientale) sono usati gli arilli di Dimocarpus longan, i semi di Litchi chinensis e le radici di Sapindus saponaria. In Africa anche Blighia unijugata e Blighia welwitschii hanno diffuso uso medicinale.

Alcune specie di Acer (Acer saccharum - ex. famiglia Aceraceae) producono un succo (estratto dal tronco) dal quale si ricavano dei zuccheri particolari; altre specie forniscono dell'ottimo legname per mobili molto adatto alla lucidatura; altre specie ancora sono oggetto di coltivazione ornamentale  (viali nei giardini o vie alberate in città).

Anche il Castagno ippocastano (Aesculus hippocastanum) della ex. famiglia Hippocastanaceae, è coltivato principalmente per la sua bellezza decorativa. Alcuni documenti attestano la sua “entrata” in Europa (dall'Asia maggiore) già nel 1550.

## Altre notizie

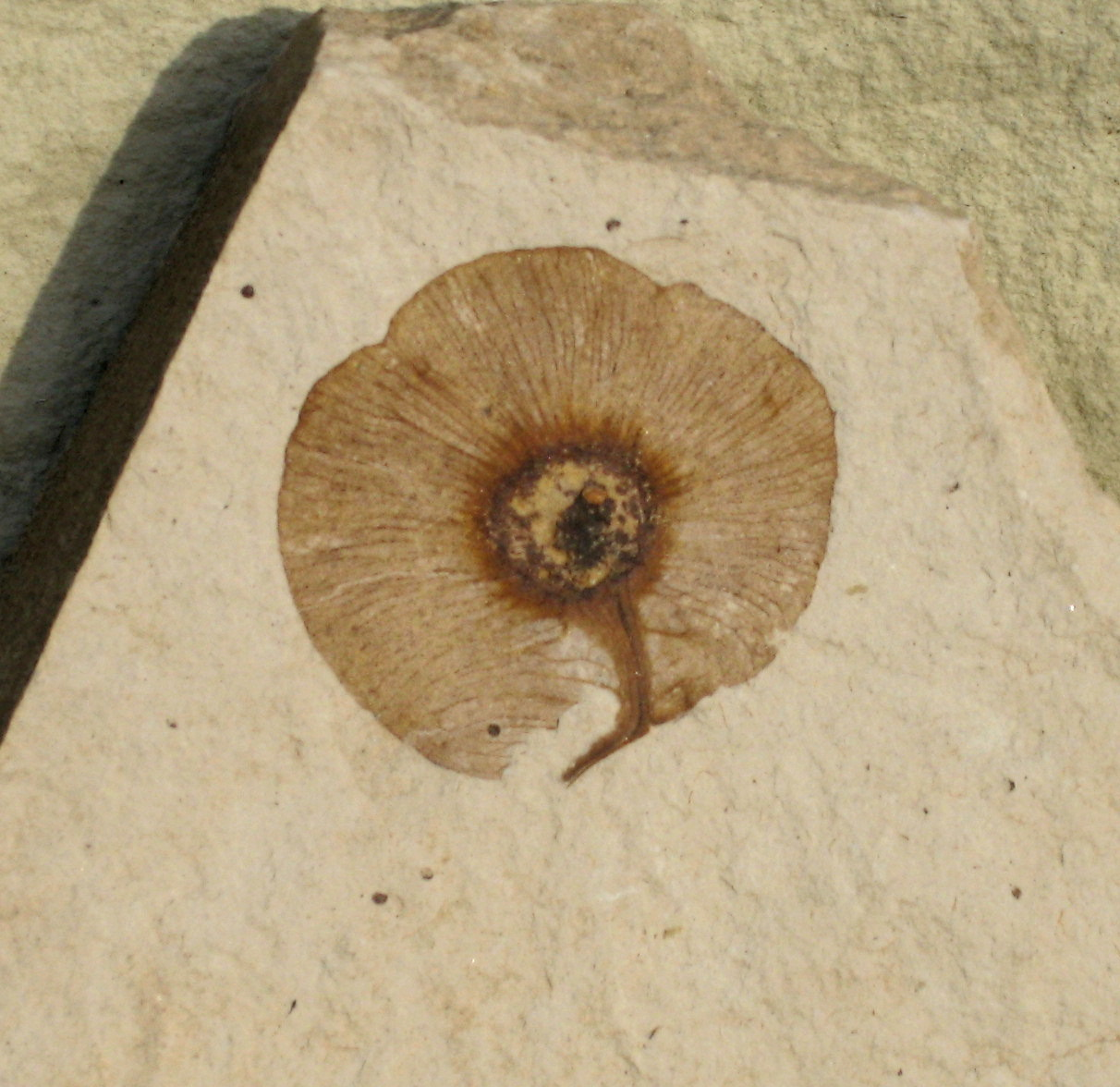
Samara fossile di Dipteronia brownii

L'antichità di questa famiglia è dimostrata da alcuni reperti paleobotanici ritrovati negli strati geologici del Cretaceo (145 – 65 milioni di anni fa). Diverse specie di Acer sono state rinvenute nei filoni di lignite del Dakota (riconoscibili per le foglie opposte e per i caratteri particolari del frutto), in Inghilterra (i ritrovamenti più antichi di questo genere sono risalenti al Cretaceo) e in depositi svizzeri del Miocene. Infine fossili di Aesculus hippocastanum sono stati trovati nella Valle Padana in strati arenacei interposti alla lignite in giacimenti pleistocenici.